# Lada Sport
Lada Sport — подразделение российской автомобилестроительной компании АО «АвтоВА́З», занимающееся подготовкой и производством спортивных машин для участия в соревнованиях (как для нужд заводской команды, так и для всех желающих), а также мелкосерийным производством «заряженных» версий серийных моделей, предназначенных для дорог общего пользования.
Спортивное подразделение при тольяттинском автогиганте было основано в 1971 году, с тех пор на производстве происходили различного рода трансформации. Иногда на территории предприятия одновременно существовало несколько различных спортивных коллективов при нескольких заводских производствах, некоторые спорторганизации находились вне заводской территории, но напрямую подчинялись заводским управлениям (например ЛСГА). Ряд организаций в советское время формально не относились к ВАЗу, но в большой степени они зависели от поставок автомобилей с завода, в том числе с уже внесёнными на конвейере изменениями (такие как Вихур, ВФТС). В 2007 году было решено весь автоспорт при заводе собрать под одной крышей и впервые заняться выпуском машин со спортивным характером для гражданского рынка с последующей их реализацией через сеть специально выбранных дилеров. Инжиниринго-производственное подразделение получило официальное название ООО «Лада Спорт» (бренд LADA Sport), и с тех пор оно является преемником многолетних автоспортивных традиций АвтоВАЗа. За полувековую историю «вазовцы» выступали в самых разных дисциплинах: классическое ралли, кольцевые автогонки, зимние трековые гонки, автокросс, ралли-кросс, ралли-рейды, ледовые автогонки, подъём на холм. Участвовали в турнирах самой высокой категории по меркам автоспорта — чемпионатах мира (по ралли и по кольцевым туринговым гонкам), добивались там побед на этапах, как в своём классе (в WRC), так и в абсолютном зачёте (в WTCC). На счету пилотов ВАЗ множество побед и призовых мест в различных международных и национальных турнирах. Также LADA Sport вывела на рынок целую гамму «заряженных» версий серийных моделей автомобилей, предназначенных для дорог общего пользования, реализация которых производится через сеть специально выбранных дилеров LADA.

## Предыстория. ВАЗ в автоспорте, 1971 — 2007

#### 1970-е
Автоспорт на ВАЗе дебютировал ещё до того, как первые автомобили начали сходить с конвейера. В 1967 году в Тольятти перебрались водители-испытатели с завода ГАЗ — Эдуард Пистунович и Яков Лукьянов. Пока шла подготовка к запуску производства «Жигулей», они сформировали небольшую спортивную секцию при строящемся автогиганте, и начали участвовать с 1969 года во всесоюзных соревнованиях на двух «Москвичах» и двух «Запорожцах». Вскоре к ним стали присоединяться другие спортсмены. В 1970 году, после начала серийного выпуска ВАЗ-2101, группа заводских водителей-испытателей, занимавшихся автоспортом, обратилась к генеральному директору ВАЗа Виктору Николаевичу Полякову с просьбой выделить несколько новых машин для участия в соревнованиях. Он одобрил инициативу, и в начале 1971 года подписал приказ об организации в Управлении главного конструктора Волжского автомобильного завода конструкторского бюро форсированных испытаний автомобилей ВАЗ, с целью в том числе: «участия завода в спортивных автомобильных соревнованиях в пределах Союза ССР и за рубежом». Причём, как утверждает Валерий Фролов, первый руководитель новосозданного Бюро, Поляков изначально не планировал создание спортлаборатории, хотя таковые уже имелись на других советских автозаводах (ГАЗ, ИЖ, АЗЛК). Помогло решение центрального комитета ДОСААФ, решившего организовать в 1971 году «Зачёт заводской марки» в чемпионате СССР по ралли. Параллельно подведомственный ДОСААФу журнал «За рулём» учредил «Трофей заводов», учитывавший помимо ралли, результаты заводских команд и пилотов на кольце, в зимнем треке и автокроссе.
Дебютом гонщика с ВАЗа за рулём вазовской машины стал выезд Пистуновича в одноэтапном чемпионате СССР 1971 года по зимним трековым гонкам. Он занял 15 место на 1,2-литровой «копейке» в классе III-Б в борьбе с пилотами 1,5-литровых «Москвичей». Не смогли высоко подняться вазовцы на своих машинах и в первом командном чемпионате Советского Союза по ралли, прошедшем в 1971 году на снежных дорогах Латвийской ССР: 22 место из 43 коллективов. Свою роль в подобных результатах сыграли относительно небольшой опыт участия заводчан в автомобильных гонках, и отставание по мощности от «Москвичей». Хотя высокий потенциал новинки стал заметен сразу, и спортсмены со всего СССР начали приобретать «Жигули» для участия в соревнованиях. В одноэтапном чемпионате СССР 1971 года по кольцевым гонкам на легковых машинах заявилось 11 пилотов на ВАЗ-2101, для них даже был выделен отдельный класс (IIIБ). Первые два места по итогам заезда заняли заводчане Пистунович и Лукьянов.
Первый международный большой успех для вазовских машин наступил очень быстро. В 1971 году внешнеторговое объединение «Автоэкспорт» выставило две советские команды на крупный ралли-марафон Tour d’Europe протяжённостью 14 тыс.км, маршрут которого пролёг по территории 16 стран. Одна из команд состояла из трёх экипажей на ВАЗ-2101, которые были подготовлены к гонкам Волжским автозаводом. Им удалось финишировать в полном составе на 2, 9 и 13 местах в абсолютном зачёте из 39 финишировавших, и на 1, 3 и 4 местах в классе «1300», где финишировало больше всего участников (10). А главное — удалось завоевать «Серебряный кубок» за лучший результат команды, состоящей из трёх автомобилей. Пилоты на ВАЗах оставили позади себя всех представителей второй команды, использовавшей «Москвичи-412». Но «москвичей» заявили 5 штук, и 4 из них дошли до финиша, что и предопределило вручение им более престижного «Золотого кубка» — за лучший результат команды, состоящей из четырёх автомобилей, хотя все они расположились ниже «жигулистов», и произошёл сход одного экипажа. А в целом, успех в «Туре Европы — 1971» стал первым шагом на пути к тому, чтобы вазовские автомобили получили признание как серийные машины, наиболее приспособленные для автоспорта в Советском Союзе.
Ещё одна важная веха 1971 года — начало использования двигателей ВАЗ в гоночных формулах. Как раз только в этом году Международная автомобильная федерация решила перевести Формулу-3 с однолитровых на 1,6-литровые двигатели. Эти технические требования были приняты тогда и в проводившемся Кубке Дружбы социалистических стран по кольцевым автогонкам. Тольяттинец Лев Шувалов стартовал на советском этапе турнира, проходившем в Минске, и финишировал на шестом месте. А в чемпионате СССР, помимо двух вазовских пилотов, моторы от «Жигулей» использовал титулованный Юрий Андреев, который смог добиться лучшего результата сезона, заняв на «Эстонии-16М-ВАЗ» второе место в советском классе «Формула-1» на третьем этапе.
В первом розыгрыше «Трофея заводов» команда ВАЗа заняла второе место, уступив только сильному в то время коллективу АЗЛК, и опередив представителей ГАЗа, ИЖа, УАЗа, ЗАЗа, ТОАРЗа. Впрочем, уже в 1973 году ВАЗ стал лучшим в этом турнире, и затем неизменно становился его победителем, вплоть до 1977-го, когда этот приз был разыгран в последний раз. В последующие годы летопись успехов, достигнутых на автомобилях ВАЗ стремительно росла. Этому способствовало и освоение заводом серийного производства новых моделей, с более мощными двигателями. В 1972 году дебютировал ВАЗ-2103 с 1,5-литровым мотором, в 1974 году — ВАЗ-21011, версия «копейки» с 1,3-литровым силовым агрегатом, в 1976-м — ВАЗ-2106 с 1,6-литровым. Появилась возможность устанавливать наиболее мощный из вазовских двигателей от ВАЗ-2106 на наиболее лёгкую и доступную в гамме модель ВАЗ-21011, такой вариант стал называться ВАЗ-21011-1600 (Lada 1600 в международных ралли), он получил широкое распространение в советском автоспорте со второй половины 1970-х до середины 1980-х.
Уже в 1972 году «Жигули» стали активно использовать раллийные гонщики как из социалистических стран (ГДР, Венгрии), так и некоторые спортсмены из Западной Европы. В 1972-м состоялся дебют вазовских машин на этапах чемпионата Европы по ралли, и в следующем сезоне — на этапах только дебютировавшего чемпионата мира по ралли. За рулём ВАЗов на втором этапе нового мирового первенства — ралли Швеции-1973 стартовало сразу пять советских экипажей.
Из значимых достижений 1970-х — шестое место экипажа Стасиса Брундзы на ВАЗ-2103 на греческом этапе чемпионата мира по ралли 1976 года. Это результат стал лучшим за всю историю WRC для советского экипажа и советского автомобиля. К этому времени большинство членов сборной СССР по ралли пересело с «Москвичей» на ВАЗы. Сам Брундза работал до 1975 года водителем-испытателем на автомобильном заводе ИЖ, но также предпочёл перейти на «Жигули». По его словам, тольяттинские машины были легче, с более современной конструкцией тормозов и подвески, с лучшим распределением веса и лучшей приспособленностью к форсировке мотора. Успех Стасиса имел далеко идущие последствия, в 1978 году он стал руководителем экспериментального участка по подготовке спортивной техники при Вильнюсской фабрике транспортных средств (ВФТС), и вместе с коллегами начал подготавливать автомобили ВАЗ к раллийным соревнованиям, в сотрудничестве с тольяттинским заводом, отправлявшем в Вильнюс уже облегчённые и усиленные кузова, различные узлы и агрегаты, которые подвергались дальнейшим доработкам. В скором времени практически все члены сборной СССР по ралли стали использовать «Лады ВФТС». С середины 1970-х за подготовку автомобилей ВАЗ к раллийным и кольцевым гонкам взялись также чешские специалисты, а затем и представители других стран Восточного блока.
В 1973 году команда «Автоэкспорта» на ВАЗ-2101 завоевала «Золотой кубок» на Tour d’Europe, за лучший результат коллектива, состоящего из пяти автомобилей. Экипаж Каститиса Гирдаускаса стал пятым в абсолюте. А в следующем году экипаж Леонтия Потапчика финишировал на «копейке» четвёртым в абсолютном зачёте этого автомарафона. Из других успехов раллийных «Лад» — финиши в первой десятке абсолюта на греческом этапе чемпионата мира экипажа Стасиса Брундзы в 1978-м (10-й), а также  экипажей Николая Елизарова и Сергея Вуковича в 1979-м (9-й и 10-й, соответственно) (все трое использовали ВАЗ-21011-1600). Кроме того, на спортивные версии ВАЗов обратили внимание и западноевропейские раллисты. Например, места в топ-10 на этапах WRC занимали: на ВАЗ-2103  экипаж грека Павлоса Мокутиса в Греции'1975 (10-й, попутно он принёс первое в истории очко «Ладе» в зачёт марок мирового первенства), экипаж норвежца Пера Энгсета в Швеции'1977 (10-й). Кроме того, Энгсет за рулём ВАЗ-21011-1600 трижды попадал на подиум австрийского этапа чемпионата Европы Яннер ралли, в 1977, 1979 и 1980 годах. А экипаж советского раллиста Хейкки Оху на ВАЗ-21011-1600 смог занять шестое место на сильном по составу кипрском этапе чемпионата Европы 1979 года. При этом в своём классе на различных моделях ВАЗ победы и подиумы были завоёваны многократно. Успехи в международных раллийных гонках не остались незамеченными, и благотворно повлияли на динамику продаж «Лад» в Европе. Из воспоминаний Николая Елизарова:

Я сам наблюдал, как после победы «Лады» на одном из соревнований [в своём классе] буквально посыпались заявки клиентов. Были проданы даже те машины, которые ещё только должны были поступить в продажу.
В то же время, во всесоюзных соревнованиях и в розыгрышах Кубка Дружбы социалистических стран по ралли пилоты на ВАЗах в течение 1970-х с переменным успехом соперничали с экипажами, использовавшими «Москвичи», «Шкоды», «польские Фиаты». В Кубке Дружбы первые победы тольяттинским машинам принёс экипаж Андриса Рейманиса, выигравший два этапа турнира в 1978 году. На следующий год на одном из этапов первенствовал экипаж братьев Больших, и два этапа выиграл экипаж поляка Богдана Возовича. Призёрами турнира по итогам сезона становились болгарин Георгий Петров в 1977 и 1979 годах, и поляк Богдан Возович в 1979 году (все перечисленные раллисты выступали на ВАЗ-21011-1600). В сборной Советского Союза приоритет всегда отдавался победам в командном зачёте Кубка Дружбы, и нашим спортсменам удавалось выиграть в 1975, 1977-1979 годах, каждый раз важный вклад в итоговый результат приносили экипажи, стартовавшие на автомобилях ВАЗ.
В Кубке Дружбы по кольцевым автогонкам с 1973 года начал подводиться зачёт и в классе легковых автомобилей. С самого начала вазовские модели стали использовать как гонщики сборной СССР, так и спортсмены других стран, в частности представители Чехословацкой ССР. Уже с 1974 года лучшие результаты наших «сборников» в этом турнире стали демонстрироваться именно на ВАЗах. В 1976 году рабочий объём двигателей в турнире ограничили 1300 куб.см, что автоматически выключило из числа доступных моделей «Москвичи», ВАЗ-2103 и ВАЗ-2106, в то же время это повышало конкурентоспособность для румынских Dacia 1300, югославских «Застава 101» и восточногерманских Wartburg 353, объём двигателей у которых не превышал 1300 куб.см. Все лидеры советской сборной стали использовать ВАЗ-21011. В следующем году Валерионас Вайшвила стал первым советским призёром Кубка Дружбы в «кузовах» (бронзовым). В 1978-м ему первому из пилотов СССР удалось победить на этапе в кузовном классе, а Виталий Богатырёв стал вице-чемпионом турнира (этот успех тольяттинец повторял и в два последующих сезона), сборная СССР впервые выиграла в командном зачёте кузовного класса. В 1979 году после обновления технического регламента больше не допускались на старт спортивные автомобили, такие как Škoda 130 RS, и большая часть спортсменов-лидеров турнира стала отдавать предпочтение советскому ВАЗ-21011. В частности, на них выступала вся шестёрка пилотов абсолюта, включая победителя, чеха Властимила Томашека, других спортсменов ЧССР, СССР, ГДР. В этом сезоне впервые все пять зачётных этапов кубка были выиграны на «Жигулях». Во всесоюзных соревнованиях по кольцевым гонкам автомобили ВАЗ также быстро вышли на первые роли, и к концу 1970-х почти полностью вытеснили «Москвичи» с гоночных трасс. В формульных классах двигатели ВАЗ начали активно применять с 1972 года, уже в 1973 году на вазовские моторы стали переходить спортсмены из стран Восточного блока, а с 1974-го их использовали уже большинство пилотов Кубка Дружбы.
Автомобили ВАЗ начали активно использоваться в зимних трековых гонках. В 1973 году Эдуард Пистунович впервые выиграл чемпионаты РСФСР и СССР по ипподромным гонкам в 1300-кубовом классе, где все стартовали на ВАЗ-2101, а уже в 1974-м ему удалось впервые выиграть в 1600-кубовом классе на ВАЗ-2103, в борьбе с пилотами «Москвичей». В 1975 году впервые чемпионат СССР по ипподромным автогонкам провели в едином общем зачёте, где вперемешку стартовали гонщики на «Жигулях», «Москвичах» и «Волгах», первые два года победителем становился вазовец Анатолий Козырчиков, выступавший на ВАЗ-2101 и ВАЗ-2103, соответственно. При этом эксперты отметили, что благодаря Анатолию фактически родился новый стиль езды в трековых гонках на машинах классической компоновки, получивший широкое распространение в дальнейшем.
В 1970-х годах зародилось сразу два новых направления в советском автокроссе: это заезды на багги и на легковых автомобилях (не внедорожниках). В обоих случаях большое влияние на новые классы оказал тольяттинский автозавод. Так легковой автокросс в стране зародился и вовсе с инициативы вазовцев. С 1973 года в Тольятти стали проводиться первые в стране соревнования в этой дисциплине — «Серебряная ладья», быстро ставшие популярными и традиционными, и благодаря которым позже появился чемпионат СССР по автокроссу на легковых автомобилях (его начали проводить с 1981 года). Параллельно, в стране активно проводились заезды на багги, и в 1977 году дебютировал чемпионат СССР по автокроссу на спортивно-кроссовых автомобилях. При этом большая часть участников использовала в своих конструкциях двигатели ВАЗ. Самое активное участие в постройке машин-багги принимали заводчане с ВАЗа, а также входящие в орбиту тольяттинского автогиганта ЛСГА (Лаборатория спортивных и гоночных автомобилей) и «АвтоВАЗтехобслуживание», где даже была выпущена первая в СССР партия из нескольких десятков багги. В то же время, в 1970-х основными классами в советском автокроссе были с участием грузовых машин и внедорожников, поэтому неудивительно, что вскоре после начала производства в 1977 году полноприводной вазовской «Нивы», спортсмены на них начали выходить на старт автокроссовых заездов вместе с УАЗами.

#### 1980-е
В 1980-х спортсмены на автомобилях ВАЗ почти повсеместно стали доминировать в тех дисциплинах советского автоспорта, где стартовали, за редким исключением. Также «Лады» прочно стали основным оружием советских спортсменов при выступлениях на международных соревнованиях, где только периодически компанию им составляли «Москвичи» в раллийных гонках.

##### Ралли

###### Ралли в капстранах
Основным спортивным автомобилем ВАЗ в сборной СССР по ралли в начале 1980-х был 21011, прежде всего версия с 1,6-литровым двигателем. К этому времени значительно выросли скорости на трассах международных турниров, мощности машин лидеров давно перевалили за 250 л.с., стали появляться полноприводные модели с турбомоторами мощностью более 300 л.с. В таких условиях обладателям «Жигулей», с двигателями мощностью не более 160 л.с. становилось всё сложнее добывать высокие позиции в абсолютном зачёте. В 1980-1982 годах раллисты на ВАЗ-21011-1600 несколько раз финишировали на 13-18 местах на этапах чемпионата мира, и входили в первую десятку на этапах чемпионата Европы, проходивших в капстранах, с сильным составом участников. Но после 1982 года показывать такие результаты стало сложнее, в связи со вступлением в силу новых технических требований, сделавших основной в мировом ралли либеральную группу B. Она позволяла строить партией до 200 экземпляров самые настоящие автомобили-прототипы, которые могли иметь в своей основе не кузов серийной модели, а трубчатый каркас произвольной формы, с навешиваемыми лёгкими кузовными панелями. Такой например была Lancia Rally 037, дебютировавшая в сезоне 1982. Поэтому к концу 1982-го автомобиль группы B был создан и в СССР. В качестве базы решили выбрать ВАЗ-2105, являвшийся на тот момент новой моделью, и активно продвигаемый на рынках Западной Европы. Производство омологированной партии сильно модифицированных машин осуществлялось на мощностях Вильнюсского завода спортивных автомобилей (ВФТС), куда приходили из Тольятти облегчённые и усиленные кузова, различные узлы и агрегаты, которые подвергались дальнейшим доработкам. В скором времени практически все члены сборной СССР по ралли стали использовать «Лады-2105 ВФТС». Мощность мотора, созданного по-прежнему на базе «шестёрочного» достигала в некоторых версиях 180 л.с., постоянно велась работа по совершенствованию двигателя, трансмиссии, подвески и др.
На LADA 2105 VFTS удавалось неоднократно одерживать победы в своём классе на этапах чемпионата мира. А лучшим абсолютным результатом для модели в WRC стало 12 место, показанное экипажем австрийца Рудольфа Штоля в 1983 году на ралли Греции. Для советских раллистов попадания в топ-20 абсолютного зачёта так и остались верхним пределом возможностей в этом десятилетии, потому что у автомобилей лидеров группы B продолжался постоянный рост мощности, и вскоре они смогли перешагнуть планку в 600 л.с. Избыточная мощь и скорость машин этого класса к середине 1980-х привела к неконтролируемому повышению аварийности на раллийных трассах, с многочисленными жертвами среди спортсменов и зрителей, поэтому после сезона 1986 группу B отменили. В качестве исключения, международная автомобильная федерация разрешила стартовать на машинах этой категории (с ограничением рабочего объёма двигателей до 1600 куб.см) в 1987 и 1988 годах на некоторых этапах чемпионата мира и Европы, но без получения очков в турнирную таблицу. Тем не менее, советские раллисты активно пользовались этой опцией. Так лучший результат в WRC на LADA 2105 VFTS показанный спортсменами из СССР — 16 место, был добыт экипажем Эугениуса Тумалявичуса в ралли Финляндии 1987 года. Через год, также на финском этапе, советские гонщики в последний раз вывели эту модель на старт в мировом первенстве.
В течение 1980-х автомобили Lada в качестве боевого раллийного автомобиля по-прежнему выбирали целый ряд пилотов из различных стран Западной Европы. В Великобритании в 1982 году стартовал раллийный монокубок под названием Lada Challenge Trophy, в 1984-м он включал 11 этапов и более 20 экипажей-участников. Из результатов показанных за пределами Европы — разделённое первое место экипажа британца Джеффа Уоркапа на LADA 2105 VFTS (под именем LADA Riva) в «Гималайском ралли» 1986 года, в котором стартовала большая группа европейских спортсменов, эта гонка проходила в Индии и отличалась очень сложными условиями для техники.
В 1987-1988 годах АвтоВАЗ начал активное продвижение на рынках Западной Европы переднеприводного семейства Lada Samara. В то время спрос на советские автомобили был достаточно хорошим, многие европейские страны приобретали десятки тысяч ВАЗов ежегодно. При этом специалисты отмечали, что в ряде стран важную роль в продажах оказывали удачные выступления моделей Lada в раллийных соревнованиях. В 1987 году раллисты Финляндии и Великобритании впервые вывели ВАЗ-2108 на старт этапов чемпионата мира и чемпионата Европы по ралли. А в 1988-1989 годах уже начались старты советских спортсменов в мировом и европейском первенствах на этой модели. Главные из них приходились на ралли в тех странах, где успешно работали местные дилеры Lada, прежде всего это Финляндия, Греция, Великобритания, Бельгия, плюс снежный этап в Швеции-1989. На каждую гонку выезжало до шести советских экипажей, где к ним иногда присоединялись ещё несколько местных спортсменов. Лучшие результаты обоих сезонов в WRC были показаны на греческом этапе, Ралли Акрополис, где экипаж Сергея Алясова оба года финишировал 23-м в абсолюте на ВАЗ-21083. А в чемпионате Европы по ралли оба года экипажи вазовцев приезжали в десятку абсолютного зачёта на кипрском этапе с наивысшим коэффициентом 20 (экипаж Николая Елизарова финишировал десятым в 1988-м, а экипаж Сергея Школьного — девятым в 1989-м). В то же время наиболее высокие результаты в ERC-1989 были показаны частными советскими спортсменами на «Самарах», но на этапах с более низкими коэффициентами. Так экипаж Ааво Пиккууса финишировал шестым на Volta Galp a Portugal, португальском этапе с коэффициентом 10. Кроме того, на восьмые места в абсолюте пробивались экипажи Рауля Виика (также на Volta Galp a Portugal), Андрея Герасенкова (на турецком Günaydin Turkiye Rallisi, коэф. 2) и Бориса Федотова (на югославском YU Rally, коэф. 2). При этом во всех вышеперечисленных случаях в своих классах экипажи на автомобилях ВАЗ неизменно финишировали в числе лидеров.

###### Ралли в соцстранах
В Кубке Дружбы социалистических стран по ралли сборная СССР, как и было принято с самого начала, делала основную ставку на командный зачёт. И ей удалось победить во всех до одного сезонах в этом десятилетии, с 1980-го вплоть по 1989 год — последний для существования данного турнира в раллийном формате. При этом индивидуальные результаты отходили на второй план, этим объясняется тот факт, что при постоянном лидировании в коллективном соревновании, советским раллистам только два раза удавалось становиться победителями Кубка в личном зачёте. В 1982 году это сделал Велло Ыунпуу (на ВАЗ-21011-1600), а самым успешным стал 1986 год, когда Валло Соотс и Эугениус Тумалявичус смогли занять первые два места в личном зачёте Кубка Дружбы (на ВАЗ-2105 ВФТС). Основным автомобилем сборной для выступлений в турнире, в 1980-1983 годах был ВАЗ-21011-1600. С 1984 года основной моделью стал ВАЗ-2105 ВФТС, этот год был наиболее удачным для самой машины. Шесть этапов турнира из семи было выиграно на спортивной «пятёрке», при этом отличились шесть разных экипажей. Модель оставалась основной для сборной СССР до тех пор, пока Кубок Дружбы продолжал разыгрываться на автомобилях группы B, вплоть до 1988 года. В 1989 году топовым классом в турнире стала Группа A, и члены советской команды перешли на ВАЗ-21083. Они смогли одержать победу в командном зачёте и на этой модели. Хотя в личном зачёте на первом месте оказался чех Вацлав Аразим на переднеприводной Škoda Favorit 136 L, но сразу за ним расположились три советских пилота: Сергей Алясов и Эугениус Тумалявичус, одержавшие по две победы на этапах, а также Виктор Школьный, стабильно приезжавший в призёрах, ещё один из этапов выиграл Тоомас Сегер из сборной СССР. Помимо советских раллистов, на ВАЗах в 1980-е активно выступали сильные раллисты других стран восточного блока: большая группа лидеров сборных Болгарии и Венгрии, один из сильнейших чешских раллистов Вацлав Блахна, некоторые из лидеров сборной ГДР, и другие.
В чемпионате СССР по ралли, в тех классах, где использовалась техника, близкая к серийной, всё десятилетие практически безоговорочно доминировали экипажи на ВАЗах разных моделей. И только в классах, где допускались существенные доработки, периодически конкуренцию им оказывали экипажи заводов АЗЛК и ИЖ на «Москвичах». Вплоть до конца сезона 1988 года основной моделью во всесоюзных раллийных соревнованиях являлись «Жигули» разных моделей, до тех пор пока можно было становиться чемпионом страны на машинах группы B, таких как ВАЗ-2105 ВФТС. И только когда в 1989 году, по международным стандартам, топовой в чемпионате страны стала Группа A, практически все лидеры пересели на различные версии ВАЗ-2108, который ещё годом ранее был редкостью на раллийных трассах Советского Союза.
Большая популярность ВАЗов в советском автоспорте приводила, не только к тому, что в некоторых классах все участвовали исключительно на них, иногда даже устраивались большие соревнования, все экипажи которых стартовали только на тольяттинских машинах. Таким например, стало международное «Ралли LADA» проводившееся в 1986 и 1987 годах в Эстонской ССР, с участием раллистов из целого ряда западноевропейских стран. Внутренние соревнования также служили ареной для испытаний экспериментальных моделей. 1980-е запомнились тем, что на трассах раллийных и автокроссовых состязаний в СССР зрители могли увидеть самые разнообразные виды конструкций на базе серийных ВАЗов, или с использованием агрегатов от них. Среди них: полноприводной прототип НАМИ-0290 с двигателем, трансмиссией и подвеской ВАЗ, двухдверная 1,7-литровая «пятёрка» от лаборатории ЛСГА, среднемоторные (с 1,9-литровым двигателем) заводские полноприводной ВАЗ-29084 и заднеприводной ВАЗ-29081, «ВАЗ-2105 ВФТС» с 1,8-литровым турбомотором, дальнейшая версия этого силового агрегата также использовалась для среднемоторного прототипа «Лада-2108 ЭВА» с задним приводом.

##### Ралли-рейды
В начале 1980-х на совершенно новый уровень вышла популярность ралли-рейдов, прежде всего, из-за большого успеха гонки «Париж-Дакар». С первого же марафона 1979 года в этих соревнованиях начали стартовать различные варианты автомобиля «Нива». Их подготовку осуществлял официальный дилер ВАЗа во Франции, компания «Лада-Пок», принадлежащая семейству Пок. Вначале это были модификации серийной модели, а со временем появились и спортпрототипы, только внешне напоминавшие вазовский внедорожник, с центральным расположением двигателей различных европейских производителей, с мощностью иногда более 300 л.с., и множеством других изменений. Эти автомобили достигли ряд значимых успехов в данном виде автоспорта. Прежде всего благодаря призовым местам в самой престижной ралли-рейдовой гонке мира — «Париж-Дакар». Началось всё с победы экипажа Жан-Клода Бривуана в двух стартовых этапах гонки 1980 года. В последующие два года он вместе со штурманом Андре Делье занял третье и второе место, соответственно, уже по итогам всего автомарафона. А в 1983-м второе место в «Париж-Дакаре» занял экипаж «Нивы», в котором Жан-Клод Бривуан выполнял роль штурмана, а пилотировал Андре Тросса. При этом, если ранее Жан-Клод как пилот выигрывал по два-три этапа в течение рейда, то Андре смог выиграть на пяти этапах из семнадцати. В 1984-м лидеры команды не смогли дойти до финиша, но успели выиграть ещё два этапа супермарафона. В 1986-м экипаж Пьера Лартига финишировал четвёртым. Все эти годы экипажи на «Нивах» вели борьбу за победу в абсолюте «Париж-Дакара», и обычно уступали лидерам совсем немного.
Также французские и бельгийские экипажи на этих внедорожниках стали победителями ралли-рейдов «Париж-Тунис» (1981), «Ралли Фараонов» (Египет, 1982 и 1983), «Ралли Алжира» (1981, 1982 и 1985), «Ралли Атлас» (Марокко, 1984), Баха Испании «Арагон» 1985 года, «Ралли Туниса» (1986) и многих других. За их рулём выступали такие звёзды мирового автоспорта, как например Жаки Икс (первый чемпион Европы Формулы-2, вице-чемпион мира Формулы-1, 6-кратный победитель 24 часов Ле-Мана, победитель «Париж-Дакара»), Жан-Пьер Жабуй (экс-пилот Формулы-1, чемпион Европы Формулы-2), Пьер Лартиг (трёхкратный победитель «Париж-Дакара» и множества других рейдов, включая «Париж-Москва-Пекин»). А в 1986 году уже советские экипажи (Сергея Вуковича и Виктора Московских) заняли первое и третье места в своём классе на раллийной гонке Wynn's Safari в Австралии, на спортивных «Нивах» тольяттинской подготовки, в следующем году победы в классе полноприводных серийных машин с объёмом двигателя до 2000 куб.см добился также экипаж Анатолия Кривобокова (15-е место в абсолюте).

##### Кольцевые автогонки
Автогонщики-кольцевики из стран Восточного блока продолжили активно использовать вазовские машины во внутренних соревнованиях и в Кубке Дружбы социалистических стран, где «Лады» оставались самыми популярными на стартовой решётке в течение всего десятилетия. В период с 1980 по 1989 год на тольяттинских машинах было достигнуто в турнире: восемь общих побед по итогам года из десяти, двадцать четыре общих призовых места из тридцати. Из полусотни проведённых этапов сорок один был выигран на ВАЗах. В сезонах 1982, 1984, 1985 и 1987 годов победы в заездах одерживались исключительно на машинах этой марки. Долгое время самым успешным автомобилем Кубка Дружбы был ВАЗ-21011, на нём обладателями главного трофея становились чехи Мирослав Хержман (в 1980-м) и Властимил Томашек (в 1979, 1982, 1984 и 1985 годах), а также Алексей Григорьев в 1983 году (первый советский гонщик кому удалось выиграть турнир в легковом зачёте). В  1986-м представитель Болгарии Валентин Антов стал третьим в Кубке, и последним, кто смог стать призёром по итогам года на «одиннадцатой модели».
Чуть более тяжёлый, габаритный и дорогой в базовой версии ВАЗ-2105 вышел на кольцевые гоночные трассы СССР в 1981 году, вскоре после своего дебюта. Но члены советской сборной начали постепенный переход на него только с 1984 года (Юрий Серов сразу выиграл один из этапов Кубка Дружбы), и завершили его в 1986-м, когда Алексей Григорьев стал серебряным призёром турнира (всего два очка уступив лидеру). А уже в 1987 и 1988 годах весь пьедестал почёта в этом турнире заняли пилоты на «пятёрках», во главе с победителями — Петром Болдом (ЧССР) и Алексеем Григорьевым (СССР), соответственно. Переднеприводной ВАЗ-2108 дебютировал в сборной СССР в 1987 году, но основной костяк команды в этом и последующем году продолжал стартовать на ВАЗ-2105. К сезону 1989 «восьмёрку» смогли довести до уровня, когда она стала ехать по гоночной трассе значительно быстрее своих заднеприводных предшественников. Вазовец Юрий Кацай принёс модели первые победы как на отдельно взятом этапе, так и в общем зачёте Кубка Дружбы.
В чемпионатах СССР, в классах с ограничением рабочего объёма двигателей до 1600 куб.см, практически все гонщики стартовали на тольяттинских автомобилях. Большую часть чемпионатов страны в восьмидесятых выиграли спортсмены, являвшимися представителем предприятий, так или иначе входивших в сферу АвтоВАЗовского гиганта.
В формульном зачёте Кубка Дружбы социалистических стран по кольцевым автогонкам в течение всех 1980-х подавляющее большинство участников выступало на гоночных машинах, оснащённых двигателями ВАЗ. С ними были завоёваны все итоговые победы в личном зачёте турниров. В 1980, 1983-1985 годах триумфатором становился немец Улли Мелькус. В 1981, 1982 и 1986 годах выигрывали чешские пилоты Иржи Москаль, Ян Веселы и Вацлав Лим, соответственно. А последние четыре розыгрыша турнира завершились победами советских спортсменов: Тоомаса Напы в 1987-м, Виктора Козанкова в 1988 и 1989 годах, Александра Потехина в финальном, 1990-м. Также двигатели марки ВАЗ и автомобили тольяттинского производителя активно использовались во внутренних чемпионатах ряда социалистических стран, прежде всего в ВНР, ГДР, ЧССР, в меньшей степени в ПНР.

##### Автокросс и трековые гонки
В автокроссе на спортивно-кроссовых автомобилях уже к 1980 году большинство советских спортсменов использовало двигатели и основные узлы от автомобилей ВАЗ. Постепенно это привело к тому, что в чемпионате СССР с 1983 года багги с двигателями ВАЗ выделили в отдельную группу (до 1600 куб.см), которая оставалась самой популярной вплоть до конца десятилетия. Ещё одно важное событие 1983 года — впервые баггист из СССР стартовал на этапе Кубка Дружбы социалистических стран по автокроссу, проводившемся во второй раз. Дебютантом стал инженер Волжского автозавода Владимир Губа, выступивший в болгарском раунде турнира. В следующем году сборная СССР выступила в четырёхэтапном Кубке по полной программе, и сразу показала себя сильным игроком. Гонщики выиграли два этапа, и в командном зачёте всего одно очко уступили победившей сборной ГДР, опередив команды Венгрии, Чехословакии, Болгарии. Следующие два года они повторяли этот успех, пропустив вперёд только сильную команду ЧССР. О возможностях которой наглядно говорят такие факты: чехословаки победили также в командном кубке Европы и в личном зачёте чемпионата Европы 1986-1987 годов. В 1987 году баггисты СССР дебютировали в командном кубке Европы по автокроссу.
Также в этом десятилетии в Советском Союзе начал стремительно развиваться легковой автокросс, родившийся во многом благодаря тольяттинской гонке «Серебряная ладья». В 1981-м дебютировал чемпионат СССР по по этому виду автоспорта, состоялся он в Тольятти, и спортсмены на ВАЗах преобладали на трассе. В соревнованиях по автокроссу были наиболее либеральные требования к выступающей технике, и поэтому именно на кроссовых трассах состоялись первые старты «Жигулей» с экспериментальными вазовскими роторно-поршневыми двигателями в 1982 году. Заводские спортсмены наглядно показали высокий потенциал этих силовых агрегатов, и выиграли с большим преимуществом. Позже эти эксперименты продолжились на автомобилях багги, где даже международными правилами допускалась установка двигателей существующих в единичных экземплярах. Долгое время в СССР и Европе автокроссы на багги и легковых автомобилях проводились по отдельности. Со временем начались их совместные выступления в рамках одного гоночного события. В 1988-м советские спортсмены на обоих типах машин дебютировали на чехословацком этапе чемпионата Европы по этому виду автоспорта. Все они использовали кузовные автомобили ВАЗ (2108) или вазовские двигатели на спортивно-кроссовых автомобилях, как и во всех предыдущих международных соревнованиях. При этом на багги Игоря Сладкова был установлен  190-сильный двухсекционный РПД ВАЗ с которым он в том году выиграл несколько автокроссовых состязаний в СССР. Тогда же на заводе начались работы над созданием трёхсекционного РПД с приведённым рабочим объёмом 3,5 л и мощностью более 300 л.с.. В 1989 состоялось уже несколько стартов для вазовцев на этапах чемпионата Европы. По итогам сезона Анатолий Кривобоков стал лучшим в кузовном классе – восьмым.
В кубке Европы 1989 года в классе «Багги-1600» лучшим из использующих двигатели ВАЗ стал Николай Тионс, занявший шестое место в турнире и трижды приезжавший на подиумы этапов. Также три раза на подиумах финишировал и Яанус Лигур, занявший десятое итоговое место. Двигатели ВАЗ активно использовали и представители других стран соцлагеря на своих багги, для соревнований как внутри своих стран, так и на этапах европейских турниров. Баггисты из ЧССР и ГДР, выиграли с ними три этапа кубка Европы, в 1987 и 1988 годах. В 1980-х багги в СССР пользовались популярностью, и к концу десятилетия в рамках чемпионата страны заезды проводились в пяти разных зачётных группах. Большинство спортивно-кроссовых автомобилей являлись самодельными. В то же время, в течение всего десятилетия неоднократно запускались в мелкосерийное производство багги на различных предприятиях СССР. И в большинстве случаев они были ориентированы на использование двигателей, других агрегатов и узлов марки ВАЗ. В конце 1980-х предприятием ТОПП «АвтоВАЗтехобслуживания» был налажен мелкосерийный выпуск машин «Спринт», которые позже стали основой монокласса Д3-Спринт.
В зимних трековых гонках в 1980-е большинство советских гонщиков выступали на автомобилях ВАЗ. Тем не менее, в борьбе за первые места в чемпионатах страны и в «Гонке звёзд» журнала За рулём в первой половине десятилетия серьёзную конкуренцию им оказывали заводские пилоты на «Москвичах» ИЖ и АЗЛК. Резко изменилась ситуация, когда в середине 1980-х Волжский автозавод впервые освоил массовый выпуск переднеприводного автомобиля. ВАЗ-2108 быстро оказался в руках автоспортсменов с ВАЗа, которые стали постепенно выводить его на старт различных соревнований. Один из самых эффектных дебютов состоялся в ипподромных гонках. В 1987 году тольяттинец Борис Маслов решил продемонстрировать всем преимущества переднеприводной схемы на трассах зимних ипподромов. В итоге ему удалось за рулём «восьмёрки» одержать безоговорочные победы и в чемпионате СССР и в «Гонке звёзд»  журнала За рулём. Через год спортсмены на этой модели оккупировали уже первые шесть мест в обоих турнирах, из них только один не представлял Тольятти.

#### 1990-е
Распад Советского Союза в самом начале 1990-х радикально повлиял на развитие автомобильного спорта на территории бывшего СССР. Полностью изменились схемы финансирования и сама модель взаимоотношений в автоспорте. На смену секциям и спортивным клубам при предприятиях и организациях, в которых спортсмены в большинстве случаев без собственных денежных затрат (либо с относительно невысокими затратами) получали автомобили, запчасти, ГСМ, экипировку, пришли полностью частные пилоты и команды, в основном самостоятельно, без какой-либо господдержки, решавшие все без исключения вопросы связанные с материально-техническим обеспечением и участием в соревнованиях. Частными стали многие спортивные объекты и земельные участки, на которых прокладываются трассы. Организаторы соревнований во всех случаях должны заботиться о самоокупаемости проводимых соревнований и шоу, и многие другое. Автомобили ВАЗ по-прежнему оставались наиболее популярными в автоспорте России и большинства постсоветских стран, но теперь почти во всех видах состязаний им стали составлять конкуренцию модели иностранного производства, появившиеся в большом количестве, особенно во второй половине десятилетия. Глобальные изменения происходили и на автозаводах, которые искали своё место в складывающейся новой реальности. К началу 1990-х на ВАЗе активно развивали такие направления автоспорта как кольцевые автогонки, ралли, автокросс, зимние трековые гонки. Летом 1991 года между представителями заводских коллективов в окрестностях Тольятти провели уникальную гонку, приуроченную к 25-летию завода – внутривазовское троеборье с общим зачётам по трём дисциплинам: ралли, подъём на холм и автокросс. Победителем стал кольцевик Сергей Кузьмичёв. В этот же период планировалось создать при НТЦ АвтоВАЗа — Управление проектирования, испытания и доводки спортивных автомобилей, силами которого производить подготовку спортивных машин для всех желающих, а также начать мелкосерийное производство «заряженных» версий серийных моделей, предназначенных для дорог общего пользования. Но по ряду причин, прежде всего из-за нехватки финансовых средств, это начинание пришлось отложить, и оно было реализовано только во второй половине 2000-х.

##### Кольцевые гонки
В 1990 году состоялся последний розыгрыш Кубка Дружбы социалистических стран по кольцевым автогонкам. Он прошёл в четыре этапа, и впервые в нём допускались на старт спортсмены из Западной Европы, а также легковые модели любых производителей (омологированные по Группе А, и с ограничением рабочего объёма в 1300 куб.см). Тем не менее, большая часть спортсменов приняла участие на автомобилях марки ВАЗ. Тольяттинец Юрий Боровиков стал единственным в сезоне и последним, кто одержал победу на этапах этого турнира, и кто стал призёром по итогам года за рулём «Лады» (бронзовым призёром, на ВАЗ-2108). В формульном классе первые шесть лидеров Кубка Дружбы использовали двигатели ВАЗ. Тогда же, в 1990 году впервые советские спортсмены приняли участие в одном из самых престижных западноевропейских туринговых чемпионатов — итальянском. Команда Волжского автозавода выставила на два этапа турнира три экипажа на карбюраторных 8-клапанных ВАЗ-21083 с 1,5-литровыми моторами, которые были заявлены в двухлитровый класс A4. Первые результаты оказались не слишком высокими, не выше восьмого места в заезде. Тем не менее, автозавод после однолетнего перерыва решил продолжить участие в последующих сезонах, сделав ставку в первую очередь на обкатку новых технических решений, ещё не применявшихся на серийных моделях ВАЗ, например таких как впрыск топлива и 16-клапанная ГБЦ двигателя (модель с ним получила обозначение ВАЗ-21083-07). Машины не были омологированы  по Группе А, как того требовали правила серии, тем не менее, техкомиссия итальянского чемпионата сделала временное исключение для вазовцев. И скорость кольцевых «Самар» постоянно росла, начали приходить высокие результаты. В 1992 году Владимир Егоров смог выиграть финальный этап, проходивший в Монце, а до этого он четырежды финишировал на подиуме. По итогам сезона вазовский пилот занял третье место в одиннадцатиэтапном чемпионате. Следующий 1993 год заводские пилоты ВАЗ начали уже в качестве фаворитов класса, из первых трёх этапов два выиграли тольяттинцы Борис Маслов и Сергей Гурьянов, явно превосходившие соперников и по скорости, и по уровню пилотирования. Но в этот момент техкомиссары потребовали, чтобы у машин в данной спецификации появилась международная омологация по группе А, которую оперативно получить не удалось. После этого вазовская кольцевая команда оказалась расформированной на несколько лет, из-за возникших финансовых проблем, и временной переориентации заводской команды на ралли-рейды.
Параллельно ряд советских, а затем российских пилотов на автомобилях ВАЗ и на формулах с ВАЗовскими моторами принимали участие в начале 1990-х в чемпионате Польши по кольцевым автогонкам, где им удавалось неоднократно подниматься на призовой подиум и выигрывать гонки. В дальнейшем, в течение всего десятилетия, вплоть до его окончания, восточноевропейские спортсмены на автомобилях ВАЗ стартовали в кузовных чемпионатах стран Прибалтики, Венгрии, Болгарии, также всё это время двигатели ВАЗ применялись на формулах в польском чемпионате. В последних двух чемпионатах СССР 1990 и 1991 годов безоговорочно доминировали автомобили ВАЗ. На ведущие роли прочно вышли переднеприводные «восьмёрки», хотя по-прежнему несколько участников продолжило стартовать на заднеприводных «Жигулях», иногда они пробивались на призовой подиум, в том числе однажды на первое место в заезде. В формульных классах начали появляться первые гоночные машины с импортными силовыми агрегатами, но в борьбе с пилотами использующими вазовские двигатели высоких результатов им достичь не удалось. В то же время, в чемпионате страны 1990 года хороших результатов удалось достичь на гоночной формуле, построенной годом ранее непосредственно на АвтоВАЗе, с использованием трубчатой рамы от «Эстония-21.10» и кузовом оригинальной формы. Александр Пономарёв стал третьим в чемпионате страны в классе «Формула 1600».
Всё существенно изменилось после распада СССР. Все кольцевые трассы оказались за пределами новосозданной Российской Федерации. В таких условиях в стране решили проводить гонки хотя бы на мало подходящих для этого трассах. К 1993 году было реконструировано Невское кольцо, на нём был разыгран одноэтапный чемпионат России. Заводская команда вывела на старт несколько версий семейства Lada Samara, состоялся гоночный дебют седана ВАЗ-21099 с 16-клапанным двигателем. Годом позже начались заезды на временной трассе на Воробьёвых горах в Москве. В классах «1300» и «1600» продолжали преобладать автомобили ВАЗ, но всё больше стало выходить на старт машин иностранного производства. Соревнования, проходившие в пределах Москвы и Санкт-Петербурга собирали большое число зрителей, и вызывали высокий интерес у рекламодателей. Поэтому уже во второй половине 1990-х начался новый виток развития кольцевого автоспорта в России, появилось несколько новых и хорошо укомплектованных гоночных команд, новые гоночные классы. В то же время, спрос на автомобили Lada в европейских странах постепенно сокращался, для Волжского автозавода особенно актуальным стал автомобильный рынок России, и заводские команды ВАЗа возобновили выступления во внутрироссийских спортивных турнирах, в том числе кольцевых. При этом заводчане продолжили практику вывода на гоночные трассы машин перспективных конструкций. Так например, в сезоне 1998 года на трассах чемпионата страны по кольцевым гонкам дебютировал седан ВАЗ-2110, и на нём был установлен роторно-поршневый мотор мощностью 220 л.с. К этому времени появилось несколько сильных частных команд, базировавшихся как в Москве, так и в Тольятти, которые стали самостоятельно и довольно успешно готовить «Лады» к соревнованиям. И вскоре зрители стали свидетелями принципиальных поединков между ними и заводскими спортсменами.
В 1998 году на тольяттинской городской трассе состоялся показательный заезд, в котором приняли участие 25 приглашённых спортсменов на идентично подготовленных ВАЗ-21083-37 с 16-клапанными двигателями. Победу одержал Александр Львов. Эта гонка стала прообразом монокубка под названием «Кубок Lada», который в 1999 году был проведён впервые. Победил в шестиэтапном турнире Александр Орловский. Также в 1999 году на российских трассах дебютировали две новые версии кольцевой «десятки». Седан ВАЗ-21106 с двухлитровым двигателем Opel вывела на трассы полузаводская команда «НТЦ-Моторика», а затем на треке появился и ВАЗ-2110 команды «Восток-Лада» с форсированным 1,6-литровым вазовским двигателем. Виталию Дудину удалось на ней с первого захода стать обладателем Кубка России по кольцевым гонкам. Продолжилось использование двигателей ВАЗ и на гоночных формулах, вплоть до конца десятилетия их использовали пилоты национальной «Формулы-3» («Лига Н»).

##### Ралли
Кубок Дружбы соцстран по ралли с 1990 года больше не проводился, команды ВАЗа и «Автоэкспорта» сосредоточилась на участии в этапах чемпионата мира и Европы важных с маркетинговой точки зрения. ВАЗ-21083 проявил себя как конкурентоспособный автомобиль своего класса, на нём многократно одерживались победы в своей зачётной категории. В то же время были и впечатляющие успехи в абсолюте. Так экипажу Александра Артёменко удалось финишировать третьим на Ралли Кипра-1990 имевшим наивысший коэффициент сложности европейского первенства — 20. В том году Сергей Алясов трижды финишировал в первой десятке на этапах чемпионата Европы с коэффициентом 20, что позволило ему занять относительно высокое 23-е место по итогам года. Выше расположились только пилоты, использовавшие более мощные автомобили, с рабочим объёмом двигателей не менее двух литров. В последующие годы зарубежные выезды продолжились, но уже с меньшей интенсивностью и с меньшей результативностью. В 1990 и 1992 годах экипажи Эугениуса Тумалявичуса и Сергея Алясова одержали очередные победы в ралли Tour d’Europe на ВАЗ-21083. При этом гонка 1992 года стала последней в истории автомарафона, проводившегося с 1956 года, и «АвтоВАЗ» специально выехал на соревнования, чтобы постараться выиграть в «Туре Европы», уходящем в историю, и с которого в 1971 году началось участие «Жигулей» в международных соревнованиях. А наилучших результатов в чемпионате мира вновь удалось достичь на греческом Ралли Акрополис, где экипаж Сергея Алясова на ВАЗ-21083 финишировал на 14-м и 12-м местах в абсолюте в 1993 и 1994 годах, соответственно. Также стоит отметить выступление экипажа Александра Артеменко в Ралли Новой Зеландии-1993. В абсолютном зачёте место было относительно невысоким — 22-м, но перед ними были только экипажи на гораздо более быстрых и мощных полноприводных турбированных моделях. При этом вазовцы одержали победу в зачёте двухлитровых переднеприводных машин, и это единственная в истории победа на автомобиле Lada на этапе дебютировавшего в том году Кубка мира для двухлитровых автомобилей. Благодаря этому успеху ВАЗ занял пятое командное место из пятнадцати в общем зачёте турнира по итогам сезона.
В чемпионате и кубке России по ралли в течение всех 1990-х в классах машин с ограничением рабочего объёма в 1300 и 1600 куб.см преобладали автомобили ВАЗ, главным образом различные модификации модели 2108. При этом на них удавалось одержать множество побед и в абсолютном зачёте, несмотря на появление в этих турнирах более быстрых и мощных моделей иностранного производства. Так в чемпионате страны 1992 года все восемь этапов были выиграны на «Самарах». В 1993-м — восемь из десяти, а чемпионский титул завоевал Борис Власов. И только с 1994 года чемпионами России начали становиться обладатели полноприводных турбированных «иномарок», хотя победы экипажей на «восьмёрках» продолжались и в этом сезоне (4 победы в 12 этапах) и в следующем, 1995-м (4 победы в 10 этапах). И только в 1996 году максимум на который могли рассчитывать владельцы ВАЗ-21083 — стали подиумы на отдельных этапах. В этом же году впервые был продемонстрирован публике новый переднеприводной седан ВАЗ-21106 с двухлитровым двигателем Opel, модификация недавно запущенной в производство модели ВАЗ-2110. В качестве одной из главных задач появления двухлитровой версии изначально было заявлено участие в автоспорте, и прежде всего в ралли. Старты в чемпионате России начались уже с 1997 года. В гонках участвовали варианты ВАЗ-21106-27 и ВАЗ-21107, последний в том числе в версии «Кит-кар», разработанной ВАЗом совместно с английской специализированной компанией Motor Sports Development (MSD). Машина оказалась быстрой и конкурентоспособной, в первый же год участия на ней экипаж Александра Никоненко смог выиграть один из этапов — «Ралли Санкт-Петербург». А в сезоне 1998 года, экипаж Виктора Школьного выиграл три этапа в абсолютном зачёте и занял второе итоговое место в турнире. В 1999 году экипажи Школьного и Никоненко побед добиться не смогли, но неоднократно финишировали в призёрах абсолютного зачёта, заняли третье и четвёртое места в итоговом протоколе чемпионата. При этом их успехи едва не принесли командную победу вазовскому заводскому коллективу, хотя бороться им приходилось с соперниками, выступавшими на гораздо более мощных и быстрых турбированных полноприводных автомобилях топового мирового раллийного класса World Rally Car. В итоговых протоколах Кубка России по ралли в 1990-х годах учитывались только результаты экипажей, выступавших на моноприводных машинах с атмосферными двигателями, и все турниры этого десятилетия были выиграны на различных версиях ВАЗ-2108.

##### Ралли-рейды
К 1990 году компания Жака Пока при помощи инженерных компаний Oreca и Sera CD подготовила к гонкам спортпрототип Lada Samara T3 с 3,6-литровым атмосферным двигателем мощностью более 300 л.с., полноприводной трансмиссией и рядом узлов от Porsche 911 Автомобиль позволял бороться за высокие места абсолютного зачёта. Уже в дебютном ралли «Париж-Дакар» 1990 года экипаж Жаки Икса смог выиграть один из этапов и занял высокое для стартового выезда модели седьмое место по итогам гонки. В том же году экипаж Юбера Ориоля выиграл египетское «Ралли Фараонов», экипаж Патрика Тамбе пришёл в этой гонке вторым, как и в «Ралли Туниса», где третьим также финишировал экипаж Икса, а четвёртое место занял первый и единственный советский экипаж, принимавший участие в африканских ралли-рейдах в классе «Автомобили»: Эугениус Тумалявичус — Сергей Дадвани. В марокканском «Ралли Атлас» на втором и четвёртом местах расположились экипажи Жерома Ривьера и Жаки Икса. В следующем 1991 году в ралли «Париж-Дакар» экипажи Юбера Ориоля и Патрика Тамбе заняли пятое и седьмое места, при этом Ориоль выиграл два этапа гонки. Через несколько месяцев экипаж Сальвадора Сервиа выиграл на Lada Samara T3 испанские Raid Alta Alcarria и Baja 500. В 1992 году он занял восьмое место в африканском трансконтинентальном автомарафоне «Париж-Кейптаун», выиграв по ходу ралли-рейда один из этапов. Это была 18-я и последняя победа автомобиля под брендом Lada на спецучастках «Дакара». В том же году Сервиа одержал победы в четырёх гонках в Испании, став чемпионом этой страны по ралли-рейдам. В 1993 году в последний раз иностранная команда приняла участие в ралли «Париж-Дакар» на «Ладах». Экипажи Кендзиро Шинозука и Алена Амбросино заняли в гонке пятое и седьмое места. После этого три спортпрототипа Lada Samara T3 были выкуплены АвтоВАЗом.
В это же время тольяттинский автозавод развивал собственную программу участия в ралли-рейдах. Для этого в 1990—1991 годах были подготовлены автомобили на базе серийной «Нивы». И первый же зарубежный выезд закончился успехом, в венгерском ралли-рейде Magyar MAVAD Raid-4 экипажи Александра Никоненко, Юрия Боровикова и Александра Лакеева заняли 1-е, 3-е и 4-е места. В 1994 году экипажи Александра Лакеева и Анатолия Кривобокова смогли отличиться в «Венгерской бахе» (Hungarian Baja), заняв первые два места в абсолюте. А годом позже они расположились на 10-м и 11-м местах по итогам гонки «Мастер-ралли 1995» (Париж – Москва – Пекин). Это наилучший результат показанный на легковом автомобиле российского производства и с российским экипажем в крупных мировых автомарафонах. Также в 1994 году в «Дакаре» приняли участие пилоты вазовской команды как на «Нивах» тольяттинской подготовки (два экипажа), так и на спортпрототипах Lada Samara T3 (также два экипажа). В сложной гонке три машины из четырёх по разным причинам сошли с трассы, один из прототипов сгорел. В то же время экипаж Александра Лакеева на Lada Niva смог дойти до финиша в Дакаре, на 41 месте, и это единственный случай когда в этом легендарном ралли-рейде в зачёте «Автомобили» до финиша дошёл российский экипаж на российской машине. А на спортпрототипе Lada Samara T3 лучшим результатом российских экипажей стали финиши экипажей Александра Никоненко на втором месте в «Мастер-ралли 1995» (Париж – Москва – Пекин), и Николая Елизарова на 6 месте в «Мастер-ралли 1997» (Париж – Венеция – Туркменбаши – Москва).

##### Автокросс и ралли-кросс
В сезоне 1990 на европейских автокроссовых трассах дебютировал полноприводной ВАЗ-2108 с элементами трансмиссии от «Нивы», на котором выступал вазовец Анатолий Кривобоков, один из её создателей. У него получалось оказывать достойную конкуренцию соперникам стартовавшим на гораздо более мощных машинах турингового Дивизиона 2 (в том числе относящимся к топ-моделям раллийной Группы B). Например, на  «Самаре 4х4» Анатолий занял третье место на чешском этапе чемпионата Европы. А на датском и советском этапах этот успех повторили Александр Никоненко и Эдвин Сургофтс, но уже на переднеприводных машинах. Никоненко смог войти в топ-10 турнира, заняв девятое итоговое место. Дополнительно, в одноэтапном командном чемпионате Европы Кривобоков сумел выиграть два заезда из трёх, сделав существенный вклад в завоевание сборной СССР серебряной награды, в споре с семью соперничающими коллективами. Этот успех затем удавалось повторить последующие два года (советской и российской команде, соответственно). В 1991 году уже три вазовца закончили личный чемпионат Европы в десятке сильнейших, Анатолий Кривобоков стал шестым, с «серебряным» подиумом итальянского этапа. В этом же году на трассах европейского первенства появились полноприводные версии «Самары» с элементами трансмиссии от Volkswagen Golf Syncro. Из пяти пилотов, выступавших на таких машинах лучшими стали Борис Котелло (занявший седьмое итоговое место) и Владимир Бузланов (ставший десятым), оба имели в активе по одному «бронзовому» подиуму. В чемпионате Европы 1992 уже Владимир Бузланов стал лучшим из российских автокроссменов в «кузовном» классе Д2, с двумя подиумами на этапах, и четвёртым итоговым турнирным местом. На шестой строчке расположился другой тольяттинец — Виктор Горшков.
В 1993 году по финансовым причинам число выездов в Европу пришлось ограничить. Тем не менее, лучшим результатом тольяттинцев стало достаточно высокое пятое итоговое место Анатолия Кривобокова, сумевшего завоевать один подиум, но все остальные пилоты на ВАЗах оказались за пределами топ-10 турнира. Ещё один подиум чемпионата Европы за рулём ВАЗ-21083 добыл Андрис Карклиньш из Латвии. А уже в следующем, 1994-м, Борис Котелло смог стать первым, кто за рулём машины российского производства выиграл этап чемпионата Европы по автокроссу (испанский). Также он стал единственным в истории, кому удалось стать призёром чемпионата Европы по автокроссу на российском автомобиле (бронзовым). В подготовке своего кроссового полноприводного ВАЗ-2108 Борис принимал самое активное участие, отличительной чертой его машины было применение установленного спереди продольно 2-литрового двигателя на основе блока цилиндров от ВАЗ-2106. Пятое итоговое место в том же году занял другой вазовец — Валерий Джежела. Но в 1995-м конкуренция в турнире усилилась, и лучший из россиян Борис Котелло стал только шестым, стартовав в половине раундов 11-этапного первенства. На двух этапах он смог финишировать на вторых местах. Тогда же Виктор Горшков впервые вывел на старт турбированный полноприводной ВАЗ-2108, но машина оказалась «сырой». В 1996 году Борису Котелло впервые удалось выехать на все этапы европейского чемпионата. Трижды он приезжал на подиум, и снова смог одержать победу на этапе в Испании, но позже её лишили, под предлогом некорректной езды на трассе. В итоге, Борис вместо гарантированного вице-чемпионства переместился на четвёртое место в турнире. Другой тольяттинец, Владимир Бузланов, стал девятым. В 1997-м Борис Котелло участвовал в чемпионате Европы по усечённой программе, стартовав только в половине из восьми этапов. К тому же он использовал не 2-литровый двигатель на базе 2106, как ранее, а 1,6-литровый на базе 21083. Несмотря на это, он дважды приезжал на призовые места, включая победу на чешском этапе, занял общее десятое место. Это последний случай попадания пилота на «Ладе» в итоговый топ-10 турнира. В дальнейшем спортсмены на ВАЗах ещё выходили на старт европейского первенства, но это уже были разовые выступления, и главным образом во время проведения российских этапов данного чемпионата.
Кубок Европы по автокроссу с 1990 года фактически стал преемником Кубка дружбы социалистических стран по этому виду спорта. В нём стартовали автомобили-багги с двигателями рабочим объёмом до 1600 куб.см. Большинство участников турнира представляли страны бывшего Восточного блока, а самой популярной маркой двигателя был ВАЗ. Советский баггист Яанус Лигур дважды выиграл с ним Кубок Европы, в 1990 и 1991 годах, он 14 раз поднимался на подиумы в эти два сезона, в том числе одержал четыре победы на этапах. Ещё 6 подиумов, включая победу, на счету Николая Тионса. Далее моторы Lada продолжали использоваться в турнире в течение всего десятилетия, но их использование постепенно сокращалось. В 1992 году лучший результат по итогам года показал Григорий Соломенцев — 4 место. В 1993-м литовец Леонас Видейкис стал последним, кто смог выиграть этап с вазовским мотором, а Роман Колесников стал последним, кто вошёл в число итоговых призёров турнира, он получил «бронзу». В следующие три года в итоговый топ-10 Кубка Европы входили: Роман Колесников — в 1994 и 1996 годах (6-й и 7-й, соответственно), Виктор Чеботарёв в 1995-м (10-й). После 1997 года двигатели ВАЗ использовались в этом турнире только эпизодически. В чемпионатах России по автокроссу всю первую половину 1990-х автомобили ВАЗ были основными в «кузовных» классах, как и двигатели этой марки в главных «баггийных» классах (до 1600 и до 3500 куб.см). И только с 1997 года на трассах стали на постоянной основе появляться «иномарки», спортсмены на которых активно включились в борьбу за высшие награды. В этом году впервые в «Дивизионе 2» (кузовные машины с двигателем до 3,5 л) победу одержал один из таких пилотов (на VW Golf). Но в два последующих сезона в этом классе вновь лучшим был Борис Котелло, выступавший на полноприводной «восьмёрке». В 1600-кубовом «Дивизионе 1» всё это время продолжали доминировать спортсмены на ВАЗ-21083. Производство мелкосерийных багги «Спринт» на ВАЗе окончательно прекратилось в 1994 году, позже его продолжили только небольшие частные компании в единичных экземплярах.
В европейском ралли-кроссе вазовские пилоты начали пробовать свои силы ещё в 1990 году, но высоких результатов достичь не удалось. В отличие от автокросса, эта дисциплина гораздо требовательнее к максимальной мощности двигателей, поэтому команда сделала ставку на автокросс. На территории России ралли-кроссовые состязания стали активно проводиться с 1997 года. Основным автомобилем в российских турнирах тех лет стал ВАЗ-21083, на котором и были выиграны первые чемпионаты России по этому виду автоспорта.

##### Трековые и синхронные гонки
В зимних трековых гонках в начале 1990-х в 1600-кубовом классе происходило практически тотальное доминирование спортсменов на ВАЗ-21083. В их борьбу за медали чемпионата страны, и призовые места «Гонки звёзд» журнала За рулём, лишь изредка вмешивались пилоты на переднеприводных хетчбэках и пикапах АЗЛК. Ситуация стала меняться в 1994 году, когда на трассы зимних ипподромов стали выходить быстрые иномарки. К этому времени ведущие турниры разыгрывались на шинах с шипами, и мощность автомобиля стала играть большое значение. У дебютировавших на российском треке Opel Corsa под капотом стояли двигатели с впрыском топлива и 16-клапанной ГБЦ, развивающие мощность около 200 л.с. В то время как практически все остальные пилоты использовали карбюраторные 8-клапанные «Самары» мощностью не более 160 л.с. Двое обладателей «Опелей» заняли два первых места в двухэтапной «Гонке звёзд». Эта ситуация привела к началу гонки вооружений в этом виде автоспорта. В 1995 году впервые на российский трек вышли «восьмёрки» со впрыском топлива и за рулём таких машин удалось занять первые два места в чемпионате страны, хотя в «Camel — Все звёзды» пилоту на «Корсе» вновь удалось выиграть. Ещё через год и в чемпионате РФ, и в «Camel — Все звёзды» первенствовал пилот на иномарке (Honda Civic). В 1997-м на зимние трассы вышли «Самары» уже с 16-клапанными «впрысковыми» двигателями, и первые места в чемпионате страны и гонке «Camel — Все звёзды» остались за их пилотами. Параллельно прошёл чемпионат России в нешипованном классе, где все участники продолжали использовать карбюраторные 8-клапанные ВАЗ-21083. В 1998 году владельцы иномарок сделали реванш: и в «Camel — Все звёзды» (на Opel Corsa), и в чемпионате РФ, причём как в шипованном (на Opel Corsa), так и в нешипованном классах (на Honda Civic), куда их также допустили. А карбюраторные 8-клапанные ВАЗ-21083 соревновались в Кубке России по зимним трековым гонкам. В 1999 году чемпионат России в обоих классах удалось выиграть обладателям «восьмёрок», как в «1600-шипы», так и в нешипованном зачёте, куда вновь решили допускать только карбюраторные 8-клапанные автомобили. Но в гонке «Camel — Все звёзды» победил обладатель Opel Corsa. Таким образом, в споре обладателей ВАЗов и «иномарок» абсолютного фаворита выявить не удалось, и противостояние между ними на снежно-ледовых трассах продолжилось уже в 2000-х.
В 1995 году впервые между спортсменами АвтоВАЗа в окрестностях Тольятти был проведён небольшой зимний турнир на трассе синхронной гонки, напоминающей по конфигурации зрительский спецучасток крупного ралли. Соревнования получились интересными, и с 1996 года их решили проводить с размахом, сделав своего рода российским аналогом международной Гонки чемпионов, и именно с этого года ведётся официальный отсчёт турнира. На все старты состоявшиеся в 1990-х спортсмены приезжали со своей техникой, в том числе иногородние пилоты на «иномарках». Тем не менее, главный приз в этом десятилетии всё время оставался в руках гонщиков стартовавших на ВАЗах. В 1996 и 1997 годах победу одерживали пилоты на ВАЗ-21083, а в 1998-1999 годах лучшими становились спортсмены на ВАЗ-21107. Также с самого начала своего проведения, на этих соревнованиях регулярно стали демонстрироваться новейшие версии спортивных машин тольяттинского автозавода. Начало этому положил первый показ в боевых условиях версии «Кит-кар» модели ВАЗ-21107 в гонке 1998 года.

#### 2000-2007
В самом начале 2000-х автомобили ВАЗ по-прежнему являлись самыми массовыми практически во всех ведущих автоспортивных турнирах России с участием легковых автомобилей (в кольцевых гонках, ралли, автокроссе, ралли-кроссе, зимних трековых гонках). Наиболее распространены были различные варианты модели 2108. Хотя всё активнее появлялись разные версии машин «десятого» семейства, и в ряде дисциплин именно они позволяли достичь наиболее высоких результатов. Так в чемпионате России по ралли по-прежнему быстрейшими ВАЗами являлись седаны ВАЗ-21106 и ВАЗ-21107. В дополнение к ним, в 2000 году появился хетчбэк 21127, также с 2-литровым двигателем Opel. А в 2002 году состоялся дебют хетчбэка ВАЗ-21124-07, с вазовским 1,6-литровым мотором, подготовленный в соответствии с либеральными требованиями группы Super 1600. Несмотря на уменьшившийся рабочий объём двигателя, такая машина оказалась не менее быстрой по показываемой скорости на трассе. На моделях 21106, 21106 и 21124-07 в 2000-х неоднократно завоёвывались призовые места в абсолюте и победы в своих классах на этапах раллийных чемпионатов России и Украины. Хотя даже заводским спортсменам такие результаты давались непросто, ведь лидеры использовали полноприводные турбомашины топовых мировых моделей. Более высоких результатов удавалось достигать в Кубке России по ралли. Так в 2001 году один из этапов удалось выиграть на ВАЗ-21107 Kit Car. Среди чисто переднеприводных машин перечисленные вазовские модели «десятого» семейства побеждали у иномарок в большинстве проведённых гонок. Не случайно появились проекты раллийных версий ВАЗ-2112 группы Super 1600 даже от частных компаний. Также в Кубке России по ралли периодически попадали в призы абсолюта участники на ВАЗ-21083. В 2005 году заводская команда подготовила полноприводной хетчбэк LADA 112 VK S2000 Rally, построенный в соответствии с требованиями группы Super 2000. Но машина выступала недолго (только в двух гонках, одну из которых экипаж завершил на подиуме абсолютного зачёта), в связи с тем, что ресурсы заводской команды вскоре были переориентированы на старты в WTCC.
В 2001 году в дополнение к кольцевому, дебютировал раллийный и трековый «Кубок LADA», все участники которого выступали на одинаково подготовленных переднеприводных хетчбэках ВАЗ-2112-37, перед сезоном 2003 года полный переход на данную модель состоялся и в кольцевом кубке. Все турниры оказались достаточно успешными, и привлекли большое число участников. Поэтому, вскоре по аналогичной схеме в российском ралли и кольцевых гонках появились конкурирующие монокубки на иностранных моделях (VW Polo, Honda Civic, Citroen Saxo, Citroen C2).
В российском автокроссе и ралли-кроссе в 1600-кубовых классах вазовские «восьмёрки» безраздельно доминировали, иномарки в этих зачётах практически не появлялись. В то же время иностранные выезды спортсменов на автомобилях ВАЗ почти прекратились. Исключениями становились выступления на российских этапах чемпионата Европы по автокроссу, где Борис Котелло в 2002 принёс последний подиум в этом турнире для ВАЗ-21083. А вскоре он подготовил купе ВАЗ-21123 с 2-литровым двигателем Opel и полноприводной трансмиссией, на котором смог стать чемпионом России в топовых классах Д1, в борьбе с пилотами, выступавшими на мощных турбированных иномарках: по автокроссу в 2004 году и по ралли-кроссу в 2005 и 2006 годах. До середины 2000-х на автомобилях ВАЗ продолжали периодически выступать в европейских турнирах и некоторые автоспортсмены из стран Прибалтики, в том числе в чемпионате Европы по ралли-кроссу. А в североевропейском чемпионате по ралли-кроссу (англ. FIA North European Zone Championship for Rallycross Drivers) прибалтийскими спортсменами на Lada Samara были завоёваны первые два итоговых места в турнирах 2005 года (в классе Junior 1600) и 2007 года (в классе Fast 1600). В зимних трековых гонках 2000-х ВАЗ-21083 продолжали быть основной машиной в нешипованных классах, а в зачёте «Супершипы» продолжилась их сложная борьба с иномарками, с постепенным переходом инициативы к владельцем последних. Продолжилась традиция первого показа новых вазовских моделей в Рождественской синхронной гонке. Например, в начале 2000 года на ней публике впервые были продемонстрированы в движении ВАЗ-21127 и предсерийный прототип LADA Kalina, за четыре года до того, как модель встала на конвейер. А как только производство «Калины» наладилось в 2004 году, сразу же началось её проникновение во все виды кузовного российского автоспорта. Модель за несколько лет стала основной в 1600-кубовых классах в кольцевых автогонках, ралли, автокроссе, ралли-кроссе, зимних трековых гонках.
В чемпионате России по кольцевым гонкам в категории «Супертуризм» автомобили ВАЗ являлись основой. И в начале десятилетия разные версии машин «десятого» семейства были главной ударной силой класса, пилоты на них побеждали как на этапах, так и по итогам года, вплоть до закрытия турнира в 2003 году (единственным исключением стал 2000 год, когда чемпионом стал пилот на Honda Civic). К этому времени вазовские модели класса «Супертуризм» с 1,6-литровыми моторами показывали более высокую скорость на трассах, чем двухлитровые иномарки класса «Туринг». В 2001 году начались работы по созданию и запуску в мелкосерийное производство первого ВАЗовского спортпрототипа LADA Revolution, в котором большинство деталей и узлов имело вазовские «корни». В 2003-м были построены первые ходовые экземпляры, которые начали проходить активные испытания в лабораториях и аэродинамической трубе АвтоВАЗа, на подмосковном полигоне НАМИ, на гоночных трассах Московское кольцо и Нюрбургринг в Германии. Новинка была продемонстрирована на автосалонах в Москве, Санкт-Петербурге, Франкфурте, Женеве. Проект Lada Revolution был хорошо встречен, и в течение 2003-2004 годов он получил награды от Союза дизайнеров России, журналов «Клаксон» (награда «Золотой Клаксон - 2003» за «Лучший "Русский проект"») и «За рулём» (за «Лучшую техническую новинку 2004 года»).
Практически одновременно с началом показа LADA Revolution было анонсировано создание первой в российской истории национальной гоночной серии. Суть которой сводилась к тому, что в турнир включались заезды в нескольких классах, но исключительно на автомобилях отечественной марки LADA, плюс заезды формул оснащённых только двигателями ВАЗ. Машины участников планировалось сделать практически одинакового уровня подготовки, с минимальной возможностью внесения усовершенствований. Это должно было позволить спортсменам демонстрировать своё мастерство за счёт борьбы на трассе, исключая влияние на результат разницы в уровне подготовки техники. Идея турнира понравилась ведущим специалистам российского автоспорта, после чего её одобрили и руководители тольяттинского автогиганта. Презентация турнира, получившего официальное название «Национальная Гоночная Серия LADA (НГС LADA)» (позже именование трансформировалось в «Национальная гоночная серия «АВТОВАЗ» (НГСА)») состоялась 23 апреля 2004 года. Была объявлена программа семиэтапного первенства (на трассах Подмосковья и Санкт-Петербруга), со стартом намеченным на 14 мая 2004 года. Планировалось разыграть: чемпионат России в классе LADA Revolution (первые в истории гонки на серийных отечественных спортпрототипах), чемпионат России в классе «Формула LADA» и кубок России в классе «Кубок LADA» (на ВАЗ 2112-37). Генеральным спонсором соревнования выступило ОАО «АВТОВАЗ», генеральным директором турнира стал Владислав Незванкин.
НГС LADA приняла старт по плану, все назначенные заезды состоялись, в соревнованиях приняли участие 134 спортсмена из 49 команд (с учётом классов «Туринг» и «Туринг-Лайт» серии RTCC, проходивших параллельно). Трансляции всех этапов вёл общероссийский телеканал «Спорт». Зимой 2004/2005 впервые состоялся кубок России по зимним трековым гонкам в классе «Кубок LADA». Это соревнование продолжило воплощение концепции продвижения продукции АвтоВАЗа через автоспорт. Далее в 2005 и 2006 годах продолжилось проведение турнира НГСА и зимних кубков LADA. В 2006-м появился новый монокласс — «Кубок LADA Kalina» (все участники которого стартовали на одинаковых LADA Kalina 1.4 Sport).

## Lada Sport

### Автоспортивная активность команды Lada Sport

#### 2007 — 2010
В 2007 году АВТОВАЗом было принято решение превратить Управление спортивных автомобилей в бизнес-единицу LADA Sport (это название многократно использовалось заводом и ранее, но без создания юридического лица). Инженерно-производственный центр параллельно с подготовкой техники для фирменных команд должен активно развивать коммерческое направление, в виде подготовки спортивных машин для всех желающих, и для мелкосерийного производства «заряженных» версий серийных моделей, предназначенных для дорог общего пользования. Руководителем новой структуры стал Владислав Незванкин, как человек много лет доказывавший, что автоспорт можно сделать эффективным маркетинговым инструментом, и которому доверяет топ-менеджмент предприятия.
Из-за большой реорганизации, проблем с финансированием, а также попытки реализации проекта строительства гоночной трассы в Самарской области отнявшей много времени и организационных усилий, сезон 2007 Национальной гоночной серии «АВТОВАЗ» оказался пропущен. В то же время, программа для LADA Sport на следующий, 2008 год оказалось очень насыщенной и включала себя проведение нового сезона серии НГСА с выездными этапами в Риге и Киеве (заезды спортпрототипов LADA Revolution и кубка LADA Kalina), плюс участие заводской команды в кубке России по зимним трековым гонкам, чемпионате России по ралли, кубке России по ралли-кроссу, традиционном автокроссе «Серебряная ладья», проведение кубка АВТОВАЗа по картингу и традиционной Рождественской синхронной гонки. Плюс в 2008 году на основе гоночной версии был разработан концепт двухместного спортивного автомобиля — LADA Revolution III, который был продемонстрирован на Парижском автосалоне-2008. В итоге гоночный план был полностью реализован, но организация соревнований отнимала слишком много времени и поэтому по завершении сезона 2008 турнир НГСА решили упразднить. Заводские команды сосредоточились на участии в традиционных российских соревнованиях, и на борьбе в них с «иномарками». А главное, было принято решение по таким глобальным проектам, как полноценное участие в чемпионате мира по кольцевым гонкам в классе «Туринг» и серийном выпуске «заряженных» версий серийных моделей LADA. Обе задачи являлись полностью новым вызовом для завода, никогда прежде такие программы не реализовывались в России.
Хотя изначально официальное участие завода в WTCC не афишировалось, более того, частная команда Russian Bears Motorsport вывела в 2008-м на старт машину на базе уже снятой с производства модели Lada 110, с гоночными двигателем и КПП от модели Chevrolet Lacetti WTCC. Тем временем, представители завода внимательно следили за развитием событий, как покажет себя гоночная «десятка» на европейских трассах, в условиях жёсткой конкуренции. Руководитель LADA Sport Владислав Незванкин лично выезжал на этапы. Уже в конце сезона на Lada 110 WTCC появились фирменные наклейки LADA Sport, а за руль одной из машин сел заводской пилот Кирилл Ладыгин. Перед сезоном 2009 команда официально получила статус заводской, сменила название на LADA Sport, сразу же были объявлены планы по выводу в течение года на трассы версии современной модели LADA Priora. А с участием президента АВТОВАЗа Бориса Алёшина был подписан контракт на проведение в России этапа WTCC. В середине сезона 2009 в турнире дебютировала LADA Priora WTCC, разработанная непосредственно специалистами LADA Sport. Выступать за рулём машины был приглашён один из звёздных пилотов мирового туринга — Джеймс Томпсон, двукратный чемпион BTCC, быстро набравший первые очки для LADA Sport в WTCC. Попутно произошло ещё одно знаковое событие, впервые в качестве пейс-кара на этапах чемпионата мира в автоспортивной дисциплине использовался автомобиль российского производства — серийная LADA Priora. По итогам турнира стало ясно, что с «Приорой WTCC» будет сложно рассчитывать на высокие места. Поэтому было решение временно уйти из мирового первенства, сосредоточившись на подготовке совершенно новой боевой машины на базе грядущей модели LADA Granta. При этом «Гранту» решили для начала обкатать на европейских гоночных трассах и в российских автосоревнованиях.

#### с 2010 года
В 2011 году дебютировал российский кольцевой турнир-монокубок LADA Granta Cup, все участники которого выступали на специально подготовленных «Грантах», с 1,6-литровым турбомотором мощностью 235 л. с.. При этом одной из задач было продемонстрировать новую модель в динамике, многие впервые увидели LADA Granta в движении именно на этапах этого турнира. Заезды серии проводились не только на российских трассах, а также в Киеве (Украина) и Будапеште (Венгрия). Параллельно, в 2012 году в классе «Туринг» чемпионата России, состоялся дебют турбированной «Гранты». Одной из поставленных задач для команды была обкатка решений, которые потом можно было применить в мировом первенстве. На первых этапах новинка не блистала, а затем по мере вносимых изменений результаты стали значительно улучшаться, и по ходу турнира каждый из трёх пилотов команды выигрывал гонки. В двух следующих сезонах пилоты на LADA Granta 1.6T продолжили серию побед на этапах, несмотря на меньшие показатели мощности, чем у конкурентов (из-за особенностей технического регламента серии).
В 2012 году увидела свет Lada Granta WTCC с турбированным 1,6-литровым 300-сильным двигателем подготовленным французской компанией Oreca по регламенту Global Race Engine («Всемирный гоночный мотор»). Новинка весь год проходила испытания на гоночных трассах Европы, и стартовала в двух этапах мирового первенства. Вначале с привлечением частной команды, а уже в турнирах 2013 и 2014 годов гоночная «Гранта» официально использовалась заводской LADA Sport. И в 2014 году произошло историческое событие, впервые российская заводская команда одержала победы в абсолютном зачёте на этапах чемпионата мира в автоспортивной дисциплине (на этапах WTCC в Пекине и Макао, оба раза отличился Роб Хафф). Следующие два года заводская команда LADA Sport ROSNEFT стартовала в WTCC на полностью новой модели — LADA Vesta TC1. Это один из тех случаев, когда гоночная версия дебютировала в соревнованиях раньше начала производства серийных автомобилей (LADA Vesta). В сезоне 2016 пилотам коллектива вновь удалось дойти до вершины, на этот раз было завоёвано три победы, две из которых — на российском этапе серии (две победы принёс Габриеле Тарквини и одну Ник Катсбург). Тем временем, к 2017 году чемпионат мира оказался в глубоком кризисе, и LADA Sport (также как и Citroën Racing) решила уйти из него. Хотя сами гоночные «Весты» использовались в том году, но частной итальянской командой RC Motorsport. LADA Sport решила вместо дорогостоящей программы участия в чемпионате мира максимально сосредоточиться на поддержке развития отечественного автоспорта. Была разработана большая программа, включающая несколько различных направлений, таких как: поддержка Российской серии кольцевых гонок и участие в ней тольяттинской команды сразу в нескольких классах, создание машин для этих классов на базе серийных моделей ВАЗ, участие заводской команды в российских раллийных первенствах и создание раллийного монокубка, создание и поддержка картинговой команды, различные автоспортивные и околоспортивные активности (проведение «Гонки чемпионов», участие в крупных автошоу и др.). Идея реализации этих программ была поддержана президентом АВТОВАЗа Николя Мором.
С 2015 года команда LADA Sport ROSNEFT участвует в серии РСКГ, постоянно находясь в лидирующей группе в классах, где принимает участие. За это время удалось достичь следующих успехов, сезон 2015: победа в личном (Дмитрий Брагин) и командном зачёте (Дмитрий Брагин, Михаил Митяев) в классе «Туринг-Лайт», победа в командном зачёте в классе «Суперпродакшн» (Владислав Незванкин, Лев Толкачёв); сезон 2016: победа в личном (Дмитрий Брагин) и командном зачёте (Дмитрий Брагин, Михаил Митяев) в классе «Туринг-Лайт»; сезон 2017: победа в командном зачёте в классе «Туринг» (Кирилл Ладыгин, Владимир Шешенин) и победа в личном зачёте в классе «Суперпродакшн» (Михаил Митяев); сезон 2018: победа в личном (Михаил Митяев) и командном зачёте (Михаил Митяев, Владислав Незванкин) в классе «Суперпродакшн»; сезон 2019: победа в личном (Андрей Петухов) и командном зачёте (Андрей Петухов, Владислав Незванкин) в классе «Суперпродакшн», победа в личном (Михаил Митяев) и командном зачёте (Михаил Митяев, Владимир Шешенин) в классе S1600. Наиболее успешным стал сезон 2020 года, когда команда победила в личном и командном зачёте по всех трёх классах, где была представлена: в «Туринге» (победа Кирилла Ладыгина в личном зачёте и в командном вместе с Михаилом Митяевым), в «Суперпродакшне» (победа Владислава Незванкина в личном зачёте и в командном вместе с Андреем Петуховым), и в «Туринге-Лайте» (победа Владимира Шешенина в личном зачёте и в командном вместе с Леонидом Панфиловым). В данный период LADA Sport вывела на трассы несколько новых моделей для отечественного автоспорта: LADA Kalina NFR R1, LADA Vesta 1.6T (с турбодвигателем ВАЗ мощностью 255 л.с.), LADA Vesta TCR (с 2-литровым турбодвигателем Renault мощностью 340 л.с.), LADA Vesta Sport TCR (с 1,8-литровым турбодвигателем Renault мощностью 340 л.с.), LADA Granta R1. При этом модель международной категории TCR хоть и была создана в кратчайшие сроки, с первых заездов смогла конкурировать на равных с ведущими мировыми моделями класса.
Помимо высокой активности в кольцевых гонках, команда LADA Sport с 2007 года активно участвует в российских раллийных первенствах. В 2008-2010 сама команда не заявлялась в командном зачёте, в то же время её пилоты неоднократно побеждали в личном зачёте своих классов в чемпионате России (Р10 в 2008 году и R1 в 2009-м (оба года выигрывал экипаж Дмитрия Брагина), R1 (экипаж Дмитрия Горчакова) и R3 (экипаж Сергея Бакулина) в 2010-м[a]. А также в кубке страны (Р10 в 2008-м (экипаж Геннадия Чапцева)). Непосредственно заводская команда пришла в российские ралли в конце 2013 года, в 2014-м приняла участие как LADA Kalina RC Team, заняв призовые места в личном и командном зачётах кубка России. При этом экипаж Евгения Суховенко смог выиграть один этап в абсолютном зачёте. С 2015 года коллектив участвует в российских турнирах непосредственно под именем LADA Sport ROSNEFT. За это время было завоёвано несколько итоговых побед в личном зачёте чемпионата России (R3 в 2016-2018 годах (экипаж Дмитрия Воронова), R2 в 2018-м (экипаж Юрия Аршанского)) и кубка России (1600Н в 2015-2016 годах  (экипаж Дмитрия Воронова) и 2017 году (экипаж Дениса Ростилова), 1400Н в 2018-м (экипаж Павла Туфрина)). Плюс завоёваны победы в командном зачёте чемпионата и кубка России 2018 года (в обоих турнирах за команду выступали экипажи Дмитрия Воронова, Юрия Аршанского, Павла Туфрина). При этом, заводскому экипажу Дмитрия Воронова дважды удавалось выигрывать этапы кубка России в абсолюте на переднеприводной «Калине» с атмосферным 1,6-литровым двигателем, в борьбе с участниками использовавшими намного более мощные полноприводные турбомашины (в 2015 и 2016 годах). Кроме того, с 2017 года LADA Sport проводит многоэтапный раллийный монокубок LADA Rally Cup, в котором могут принять участие все желающие автомобилисты на LADA Kalina и LADA Granta одинакового уровня подготовки.
LADA Sport продолжает традицию проводить каждую зиму «Гонку чемпионов», на которую приглашаются ведущие пилоты страны, которые получают возможность разыграть призы на предоставляемых спортивных автомобилях (сейчас это LADA Vesta Sport). Автоспортивные обозреватели отмечают, что турнир вышел на новый уровень, и фактически стал на сегодня главным соревнованием среди корифеев российского автоспорта, превзойдя по престижу  автокросс «Серебряная ладья» и «Гонку звёзд журнала За рулём» (постоянно терявшую популярность в последние годы и прекратившую своё существование). Также LADA Sport создала команду в российском картинге, чтобы способствовать развитию смены из числа юных и молодых пилотов. В 2019 году по итогам сезона ей удалось победить в личном и командном зачёте в двух классах: в топовом KZ2 чемпионата России (победил Леонид Панфилов, годом ранее первым был другой пилот LADA Sport — Иван Чубаров ) и в юниорском OK JUNIOR первенства страны (Артём Северюхин). Кроме этого в 2019 году дебютировал кибертурнир LADA e-Championship. Технически он базировался на гоночном автосимуляторе RaceRoom, принять участие в виртуальном чемпионате могли все желающие. Гранд Финал состоялся 12 октября 2019 года в Москве на киберспортивной арене Cyberspace, а два первых призёра получили путёвку во всемирный финал виртуального чемпионата THE ESPORTS WTCR OSCARO.

### Производство гражданской продукции Lada Sport
LADA Sport удалось воплотить в жизнь идею, которая много лет только обсуждалась, но её реализацию удалось осуществить только в 2000-х. Впервые на рынок России выведена целая гамма «заряженных» версий серийных моделей автомобилей отечественного производства, предназначенных для дорог общего пользования, которые поступают в продажу через сеть специально выбранных дилеров LADA. Началась реализация программы в 2012 году, с запуском в серию седана LADA Granta Sport получившего большое число доработок, сделанных специалистами LADA Sport, в том числе используя технические наработки апробированные в спортивной LADA Granta Cup. Вскоре такой же пакет изменений получил хетчбэк LADA Kalina Sport: двигатель форсировали до 118 л.с., установили укороченную главную пару КПП, шасси со спортивным характером, более мощную тормозную систему с иными настройками АБС, увеличенные колёса и др. Всё это позволило существенно изменить повадки автомобиля. Также спорт-версии получили различные внешние и внутренние детали стайлинга, отличающие «заряженные» варианты от серийных. Следующим шагом стал дебют в 2015 году ещё более экстремальной версии семейства Kalina/Granta — хетчбэка LADA Kalina NFR, под капотом которого разместился форсированный 136-сильный силовой агрегат. Уровень изменений в ходовой части оказался ещё более существенным, спереди появился мощный стальной подрамник с треугольными рычагами подвески, отсутствующий у базовой LADA Kalina, целый ряд деталей был использован от французского хетчбэка Renault Mégane, включая усиленные ШРУСы, ступицы, тормозные диски. В 2016 году начал серийно устанавливаться самоблокирующийся дифференциал повышенного трения. О качестве доводки Kalina NFR наглядно говорит такой факт: на испытаниях издания Авторевю на модели удалось установить абсолютный рекорд скорости на манёвре «переставка» для автомобиля без системы стабилизации (82 км/ч). LADA Sport каждую из своих серийных моделей запускает в автоспорт, и раллийная версия «Калины NFR» в 2016 году стала первой новой вазовской машиной, зарегистрированной в балтийских странах за последние много лет.
В середине 2010-х на АвтоВАЗе происходили глобальные процессы реформирования, запущенные новым президентом компании Бу Андерссоном. В частности, он принял решение ликвидировать все дочерние сборочные предприятия, при этом реорганизация не затронула только две из таких структур, в их числе — LADA Sport, чем подтверждается важность деятельности данного отделения для тольяттинского автогиганта. Отмечается, что благодаря появлению спортивных версий в модельных линейках, удалось вернуть молодых покупателей в дилерские центры LADA. Все намеченные программы по участию в автоспортивных состязаниях также остались неизменными. В 2016 году на LADA Sport началась сборка моделей Kalina и Granta серии Drive Active. Они получали все элементы стайлинга от версий Sport, а также спортивную подвеску, но двигатель и КПП остались серийными.
31 января 2019 года стартовали продажи LADA Vesta Sport, ставшей флагманом модельного ряда. В процессе доводки новинка получила множество изменений от LADA Sport по сравнению с серийной версией LADA Vesta: 121 деталь подверглась модернизации, плюс были установлены 107 полностью новых деталей. Основательной переработке и доводке подверглись ходовая часть, тормозная система, 1,8-литровый двигатель форсировали со 122 до 145 л.с., добавились многочисленные элемента стайлинга в экстерьере и интерьере. Модель получила высокие оценки прессы по итогам проведённых тест-драйвов, было собрано множество предзаказов ещё на стадии подготовки производства. В октябре 2019 года стартовали продажи обновлённой версии Lada Granta Drive Active. Она прошла подготовку по тому же рецепту, что и Lada Granta Drive Active первого поколения: получила разнообразные элементы стайлинга в экстерьере и интерьере, а главное техническое изменение — установка доработанной спортивной подвески. Как и все вышеописанные модели LADA Sport, новинка производится в цехах автоспортивного предприятия, где сборка машин фактически осуществляется вручную специалистами компании. По состоянию на лето 2020 года предприятие LADA Sport произвело более 15 тысяч спортивных автомобилей для дорог общего пользования, которые реализуются через дилерскую сеть LADA.

## Статистика выступлений в автогонках
| Легенда к таблице |                                                                    |
| --- | ------------------------------------------------------------------ |
| Расшифровка обозначений и цветов представлена в нижеследующей таблице. |                                                                    |
| \| Пример \| Описание \| \| ------------ \| ------------------------------------------------------------------ \| \| 1 \| Победитель \| \| 2 \| Второе место \| \| 3 \| Третье место \| \| 5 \| Финишировал, заработав очки \| \| Сход \| Не финишировал, но при этом заработал очки \| \| 12 \| Финишировал, не получив очков \| \| НКЛ \| Финишировал, но не попал в финальную классификацию \| \| 15 \| Участвовал вне зачёта, либо по отдельной классификации \| \| 18 \| Не финишировал, но попал в финальную классификацию \| \| Сход \| Не финишировал \| \| НКВ \| Не прошёл квалификацию \| \| НПКВ \| Не прошёл предквалификацию \| \| ДСК \| Дисквалифицирован \| \| ИСК \| Исключён из протокола соревнований \| \| ТТ \| Заявлен для участия только в тренировках \| \| НС \| Участвовал в квалификации, но не стартовал в гонке \| \| Т \| Травмирован или болен \| \| ОТК \| Отказ от участия \| \| НТР \| Прибыл на соревнования, но на трассу не выезжал \| \| НПР \| Был заявлен в числе участников, но не прибыл к началу соревнований \| \| О \| Соревнования отменены \| \| \| Не участвовал \| \| Поул-позиция \| \| \| Быстрый круг \| \| |                                                                    |
| Пример | Описание                                                           |
| 1 | Победитель                                                         |
| 2 | Второе место                                                       |
| 3 | Третье место                                                       |
| 5 | Финишировал, заработав очки                                        |
| Сход | Не финишировал, но при этом заработал очки                         |
| 12 | Финишировал, не получив очков                                      |
| НКЛ | Финишировал, но не попал в финальную классификацию                 |
| 15 | Участвовал вне зачёта, либо по отдельной классификации             |
| 18 | Не финишировал, но попал в финальную классификацию                 |
| Сход | Не финишировал                                                     |
| НКВ | Не прошёл квалификацию                                             |
| НПКВ | Не прошёл предквалификацию                                         |
| ДСК | Дисквалифицирован                                                  |
| ИСК | Исключён из протокола соревнований                                 |
| ТТ | Заявлен для участия только в тренировках                           |
| НС | Участвовал в квалификации, но не стартовал в гонке                 |
| Т | Травмирован или болен                                              |
| ОТК | Отказ от участия                                                   |
| НТР | Прибыл на соревнования, но на трассу не выезжал                    |
| НПР | Был заявлен в числе участников, но не прибыл к началу соревнований |
| О | Соревнования отменены                                              |
| | Не участвовал                                                      |
| Поул-позиция |                                                                    |
| Быстрый круг |                                                                    |

### Результаты выступлений в чемпионате мира по автогонкам в классе Туринг
| Год  | Команда                   | Автомобиль            | Номер | Пилот             | 1          | 2          | 3        | 4          | 5          | 6          | 7          | 8          | 9          | 10         | 11         | 12         | 13          | 14          | 15         | 16         | 17         | 18         | 19          | 20         | 21         | 22         | 23         | 24         | Место пилота | Очки | Место команды | Очки |
| ---- | ------------------------- | --------------------- | ----- | ----------------- | ---------- | ---------- | -------- | ---------- | ---------- | ---------- | ---------- | ---------- | ---------- | ---------- | ---------- | ---------- | ----------- | ----------- | ---------- | ---------- | ---------- | ---------- | ----------- | ---------- | ---------- | ---------- | ---------- | ---------- | ------------ | ---- | ------------- | ---- |
| 2008 | Russian Bears Motorsport* | Lada 110 WTCC         | 28    | Виктор Шаповалов  | BRA 1      | BRA 2      | MEX 1    | MEX 2      | ESP 1 20   | ESP 2 Сход | FRA 1 НКВ  | FRA 2      | CZE 1 Сход | CZE 2 18   | POR 1 Сход | POR 2 24   | GBR 1 19    | GBR 2 20    | GER 1 20   | GER 2 23   | EUR 1 Сход | EUR 2 НС   | ITA 1 Сход  | ITA 2 22   | JPN 1      | JPN 2      | MAC 1      | MAC 2      | –            | 0    | 6*            | 46*  |
| 2008 | Russian Bears Motorsport* | Lada 110 WTCC         | 29    | Яап ван Лаген     | BRA 1      | BRA 2      | MEX 1    | MEX 2      | ESP 1 Сход | ESP 2 Сход | FRA 1 21   | FRA 2 18   | CZE 1 21   | CZE 2 Сход | POR 1 15   | POR 2 21   | GBR 1 НС    | GBR 2 18    | GER 1 14   | GER 2 22   | EUR 1 19   | EUR 2 18   | ITA 1 Сход  | ITA 2 19   | JPN 1 18   | JPN 2 17   | MAC 1 21   | MAC 2 Сход | –            | 0    | 6*            | 46*  |
| 2008 | Russian Bears Motorsport* | Lada 110 WTCC         | 27    | Кирилл Ладыгин    | BRA 1      | BRA 2      | MEX 1    | MEX 2      | ESP 1      | ESP 2      | FRA 1      | FRA 2      | CZE 1      | CZE 2      | POR 1      | POR 2      | GBR 1       | GBR 2       | GER 1      | GER 2      | EUR 1 Сход | EUR 2 22   | ITA 1 22    | ITA 2 23   | JPN 1 19   | JPN 2 Сход | MAC 1 Сход | MAC 2 Сход | –            | 0    | 6*            | 46*  |
| 2009 | LADA Sport                | LADA 110 WTCC         | 18    | Яап ван Лаген     | BRA 1 17   | BRA 2 17   | MEX 1 17 | MEX 2 17   | MAR 1 20   | MAR 2 14   | FRA 1 Сход | FRA 2 13   | ESP 1 21   | ESP 2 Сход | CZE 1 14   | CZE 2 18   | POR 1 Сход  | POR 2 НС    | GBR 1 Сход | GBR 2 21   |            |            |             |            |            |            |            |            | –            | 0    | 4             | 83   |
| 2009 | LADA Sport                | LADA Priora WTCC      | 18    | Яап ван Лаген     |            |            |          |            |            |            |            |            |            |            |            |            |             |             |            |            | GER 1 10   | GER 2 20   | ITA 1 Сход  | ITA 2 НС   | JPN 1 13   | JPN 2 Сход | MAC 1 23   | MAC 2 НС   | –            | 0    | 4             | 83   |
| 2009 | LADA Sport                | LADA 110 WTCC         | 19    | Кирилл Ладыгин    | BRA 1 14   | BRA 2 22   | MEX 1 18 | MEX 2 20   | MAR 1 17   | MAR 2 11   | FRA 1 Сход | FRA 2 Сход | ESP 1 Сход | ESP 2 24   | CZE 1 15   | CZE 2 17   | POR 1 19    | POR 2 17    | GBR 1 19   | GBR 2 24   |            |            |             |            |            |            |            |            | –            | 0    | 4             | 83   |
| 2009 | LADA Sport                | LADA Priora WTCC      | 19    | Кирилл Ладыгин    |            |            |          |            |            |            |            |            |            |            |            |            |             |             |            |            | GER 1 16   | GER 2 23   | ITA 1 14    | ITA 2 20   | JPN 1 16   | JPN 2 НС   | MAC 1 НС   | MAC 2 НС   | –            | 0    | 4             | 83   |
| 2009 | LADA Sport                | LADA 110 WTCC         | 20    | Виктор Шаповалов  | BRA 1 13   | BRA 2 23   | MEX 1 19 | MEX 2 19   | MAR 1 22   | MAR 2 17   | FRA 1 17   | FRA 2 15   | ESP 1 20   | ESP 2 21   | CZE 1 16   | CZE 2 20   | POR 1       | POR 2       | GBR 1      | GBR 2      |            |            |             |            |            |            |            |            | –            | 0    | 4             | 83   |
| 2009 | LADA Sport                | LADA Priora WTCC      | 20    | Виктор Шаповалов  |            |            |          |            |            |            |            |            |            |            |            |            |             |             |            |            | GER 1 Сход | GER 2 24   | ITA 1       | ITA 2      | JPN 1      | JPN 2      | MAC 1      | MAC 2      | –            | 0    | 4             | 83   |
| 2009 | LADA Sport                | LADA Priora WTCC      | 36    | Джеймс Томпсон    | BRA 1      | BRA 2      | MEX 1    | MEX 2      | MAR 1      | MAR 2      | FRA 1      | FRA 2      | ESP 1      | ESP 2      | CZE 1      | CZE 2      | POR 1 18    | \| POR 2 15 | GBR 1 18   | GBR 2 22   | GER 1      | GER 2      | ITA 1 6     | ITA 2 6    | JPN 1 11   | JPN 2 Сход | MAC 1 НС   | MAC 2 НС   | 17           | 6    | 4             | 83   |
| 2012 | TMS Sport**               | Lada Granta WTCC      | 69    | Джеймс Томпсон    | ITA 1      | ITA 2      | ESP 1    | ESP 2      | MAR 1      | MAR 2      | SVK 1      | SVK 2      | HUN 1 Сход | HUN 2 Сход | AUT 1      | AUT 2      | POR 1 17*** | POR 2 11    | BRA 1      | BRA 2      | USA 1      | USA 2      | JPN 1       | JPN 2      | CHN 1      | CHN 2      | MAC 1      | MAC 2      | –            | 0    | –             | 0    |
| 2013 | LADA Sport Lukoil         | Lada Granta WTCC      | 10    | Джеймс Томпсон    | ITA 1 НС   | ITA 2 НС   | MAR 1 10 | MAR 2 Сход | SVK 1 13   | SVK 2 14   | HUN 1 Сход | HUN 2 12   | AUT 1 9    | AUT 2 12   | RUS 1 5    | RUS 2 Сход | POR 1 6     | POR 2 6     | ARG 1 Сход | ARG 2 20** | USA 1 14   | USA 2 16   | JPN 1 6     | JPN 2 11   | CHN 1 8    | CHN 2 17   | MAC 1 Сход | MAC 2 Сход | 14           | 41   | 2             | 601  |
| 2013 | LADA Sport Lukoil         | Lada Granta WTCC      | 11    | Алексей Дудукало  | ITA 1 НС   | ITA 2 НС   | MAR 1    | MAR 2      | SVK 1      | SVK 2      | HUN 1      | HUN 2      | AUT 1      | AUT 2      | RUS 1      | RUS 2      | POR 1       | POR 2       | ARG 1      | ARG 2      | USA 1      | USA 2      | JPN 1       | JPN 2      | CHN 1      | CHN 2      | MAC 1      | MAC 2      | –            | 0    | 2             | 601  |
| 2013 | LADA Sport Lukoil         | Lada Granta WTCC      | 8     | Михаил Козловский | ITA 1      | ITA 2      | MAR 1 16 | MAR 2 13   | SVK 1 20   | SVK 2 20   | HUN 1 17   | HUN 2 20   | AUT 1 16   | AUT 2 15   | RUS 1 14   | RUS 2 Ret  | POR 1 19    | POR 2 19    | ARG 1 Сход | ARG 2 16   | USA 1 19   | USA 2 18   | JPN 1 15    | JPN 2 19   | CHN 1 17   | CHN 2 20   | MAC 1 15   | MAC 2 Сход | –            | 0    | 2             | 601  |
| 2014 | LADA Sport Lukoil         | Lada Granta WTCC 1.6T | 12    | Роберт Хафф       | MAR 1 Сход | MAR 2 Сход | FRA 1 5  | FRA 2 11   | HUN 1 11   | HUN 2 12   | SVK 1 9    | SVK 2 Отм  | AUT 1 12   | AUT 2 Сход | RUS 1 10   | RUS 2 Сход | BEL 1 16    | BEL 2 13    | ARG 1 7    | ARG 2      | BEI 1 8    | BEI 2 1    | CHN 1 15**  | CHN 2 Сход | JPN 1 12   | JPN 2 11   | MAC 1 9    | MAC 2 1    | 10           | 93   | 3             | 425  |
| 2014 | LADA Sport Lukoil         | Lada Granta WTCC 1.6T | 11    | Джеймс Томпсон    | MAR 1 10   | MAR 2 НС   | FRA 1 10 | FRA 2 13   | HUN 1 ДСК  | HUN 2 ДСК  | SVK 1 ДСК  | SVK 2 Отм  | AUT 1 13   | AUT 2 Сход | RUS 1 14   | RUS 2 12   | BEL 1 17    | BEL 2 15    | ARG 1 10   | ARG 2 9    | BEI 1 7    | BEI 2 6    | CHN 1 Сход  | CHN 2 10   | JPN 1 13   | JPN 2 12   | MAC 1 11   | MAC 2 9    | 15           | 22   | 3             | 425  |
| 2014 | LADA Sport Lukoil         | Lada Granta WTCC 1.6T | 14    | Михаил Козловский | MAR 1 11   | MAR 2 5    | FRA 1 15 | FRA 2 14   | HUN 1 Сход | HUN 2 Сход | SVK 1 Сход | SVK 2 Отм  | AUT 1 14   | AUT 2 10   | RUS 1 15   | RUS 2 Сход | BEL 1 14    | BEL 2 12    | ARG 1 14   | ARG 2 11   | BEI 1 11   | BEI 2 НС   | CHN 1 Сход  | CHN 2 11   | JPN 1 14   | JPN 2 13   | MAC 1 13   | MAC 2 Сход | 16           | 11   | 3             | 425  |
| 2015 | LADA Sport Rosneft        | Lada Vesta WTCC       | 12    | Роберт Хафф       | ARG 1 Сход | ARG 2 Сход | MAR 1 10 | MAR 2 Сход | HUN 1 9    | HUN 2 Сход | GER 1 Сход | GER 2 7    | RUS 1 4    | RUS 2      | SVK 1 4    | SVK 2 Сход | FRA 1 Сход  | FRA 2 НС    | POR 1 10   | POR 2 9    | JPN 1 8    | JPN 2 3    | CHN 1 Сход  | CHN 2 5    | THA 1 6    | THA 2 6    | QAT 1 12   | QAT 2 Сход | 10           | 103  | 3             | 360  |
| 2015 | LADA Sport Rosneft        | Lada Vesta WTCC       | 15    | Джеймс Томпсон    | ARG 1 НКВ  | ARG 2 Сход | MAR 1 11 | MAR 2 7    | HUN 1 НС   | HUN 2 НС   | GER 1      | GER 2      | RUS 1      | RUS 2      | SVK 1      | SVK 2      | FRA 1       | FRA 2       | POR 1      | POR 2      | JPN 1      | JPN 2      | CHN 1       | CHN 2      | THA 1      | THA 2      | QAT 1      | QAT 2      | 17           | 6    | 3             | 360  |
| 2015 | LADA Sport Rosneft        | Lada Vesta WTCC       | 14    | Михаил Козловский | ARG 1      | ARG 2      | MAR 1 12 | MAR 2 Сход | HUN 1 Сход | HUN 2 Сход | GER 1      | GER 2      | RUS 1      | RUS 2      | SVK 1      | SVK 2      | FRA 1       | FRA 2       | POR 1      | POR 2      | JPN 1      | JPN 2      | CHN 1       | CHN 2      | THA 1      | THA 2      | QAT 1      | QAT 2      | -            | 0    | 3             | 360  |
| 2015 | LADA Sport Rosneft        | Lada Vesta WTCC       | 46    | Яап ван Лаген     | ARG 1      | ARG 2      | MAR 1    | MAR 2      | HUN 1      | HUN 2      | GER 1 11   | GER 2 9    | RUS 1 10   | RUS 2 Сход | SVK 1 НКВ  | SVK 2 6    | FRA 1 10    | FRA 2 11    | POR 1 8    | POR 2 Сход | JPN 1      | JPN 2      | CHN 1       | CHN 2      | THA 1      | THA 2      | QAT 1      | QAT 2      | 15           | 16   | 3             | 360  |
| 2015 | LADA Sport Rosneft        | Lada Vesta WTCC       | 10    | Ник Катсбург      | ARG 1      | ARG 2      | MAR 1    | MAR 2      | HUN 1      | HUN 2      | GER 1      | GER 2      | RUS 1 11   | RUS 2 4    | SVK 1 Сход | SVK 2 Сход | FRA 1 Сход  | FRA 2 12    | POR 1 9    | POR 2 6    | JPN 1 Сход | JPN 2 Сход | CHN 1 4     | CHN 2 Сход | THA 1 Сход | THA 2 НС   | QAT 1 9    | QAT 2 Сход | 12           | 41   | 3             | 360  |
| 2015 | LADA Sport Rosneft        | Lada Vesta WTCC       | 47    | Николя Лапьер     | ARG 1      | ARG 2      | MAR 1    | MAR 2      | HUN 1      | HUN 2      | GER 1      | GER 2      | RUS 1      | RUS 2      | SVK 1      | SVK 2      | FRA 1       | FRA 2       | POR 1      | POR 2      | JPN 1 11   | JPN 2 8    | CHN 1 ДСК   | CHN 2 9    | THA 1 Сход | THA 2 НС   | QAT 1 10   | QAT 2 10   | 16           | 8    | 3             | 360  |
| 2016 | LADA Sport Rosneft        | Lada Vesta WTCC       | 10    | Ник Катсбург      | FRA 1 8    | FRA 2 5    | SVK 1 11 | SVK 2 3    | HUN 1 3    | HUN 2 13   | MAR 1 Сход | MAR 2 7    | GER 1 9    | GER 2 6    | RUS 1 2    | RUS 2 1    | POR 1 3     | POR 2 7     | ARG 1 13   | ARG 2 12   | JPN 1 7    | JPN 2 11   | CHN 1 5     | CHN 2 4    | QAT 1 8    | QAT 2 14   |            |            | 7            | 175  | 3             | 536  |
| 2016 | LADA Sport Rosneft        | Lada Vesta WTCC       | 2     | Габриеле Тарквини | FRA 1 Сход | FRA 2 Сход | SVK 1 4  | SVK 2 13   | HUN 1 5    | HUN 2 Сход | MAR 1 4    | MAR 2 3    | GER 1 7    | GER 2 9    | RUS 1      | RUS 2      | POR 1 12    | POR 2 13    | ARG 1 14   | ARG 2 13   | JPN 1 10   | JPN 2 10   | CHN 1 16*** | CHN 2 5    | QAT 1      | QAT 2 7    |            |            | 9            | 147  | 3             | 536  |
| 2016 | LADA Sport Rosneft        | Lada Vesta WTCC       | 7     | Хьюго Волан       | FRA 1 5    | FRA 2 7    | SVK 1 12 | SVK 2 Сход | HUN 1 6    | HUN 2 9    | MAR 1 Сход | MAR 2 4    | GER 1 6    | GER 2 10   | RUS 1 4    | RUS 2 7    | POR 1 Сход  | POR 2 9     | ARG 1 Сход | ARG 2 Сход | JPN 1 Сход | JPN 2 13   | CHN 1 6     | CHN 2 12   | QAT 1 Сход | QAT 2 Сход |            |            | 12           | 78   | 3             | 536  |
| Год  | Команда                   | Автомобиль            | Номер | Пилот             | 1          | 2          | 3        | 4          | 5          | 6          | 7          | 8          | 9          | 10         | 11         | 12         | 13          | 14          | 15         | 16         | 17         | 18         | 19          | 20         | 21         | 22         | 23         | 24         | Место пилота | Очки | Место команды | Очки |

* В 2008-м команда Russian Bears Motorsport выступала при технической поддержке LADA Sport. В таблице указано место занятое в Командном трофее Yokohama (Yokohama Teams' Trophy).
** В 2012-м команда TMS Sport выступала при технической поддержке LADA Sport.
*** Пилоты не финишировали в заезде, но были классифицированы, т.к. преодолели более 90% дистанции гонки.

### Результаты выступлений в РСКГ
| Условные обозначения | Условные обозначения                                                     |
| Пример               | Описание                                                                 |
| -------------------- | ------------------------------------------------------------------------ |
| 1                    | Победитель                                                               |
| 2                    | Второе место                                                             |
| 3                    | Третье место                                                             |
| 11                   | Финишировал в очковой зоне                                               |
| 17                   | Финишировал вне очковой зоны                                             |
| НКЛ                  | Финишировал, но не классифицирован                                       |
| 21                   | Не финишировал, но классифицирован                                       |
| Сход                 | Не финишировал и не классифицирован                                      |
| НКВ                  | Не квалифицирован                                                        |
| ДСК                  | Дисквалифицирован                                                        |
| НС                   | Участвовал в этапе, но не стартовал в гонке                              |
| Т                    | Травмирован или болен                                                    |
| ОТК                  | Отказ от участия                                                         |
| НПР                  | Был заявлен в числе участников этапа, но не прибыл к началу соревнований |
| О                    | Гонка отменена                                                           |
|                      | Не участвовал                                                            |
| Поул-позиция         |                                                                          |
| Быстрый круг         |                                                                          |

| Год  | Класс         | Команда                    | Машина             | Номер                  | Гонщик                 | 1    | 2   | 3    | 4    | 5    | 6    | 7    | 8    | 9    | 10   | 11  | 12   | 13   | 14   |         |       |
| 2015 |               |                            |                    |                        |                        | НИЖ  | НИЖ | СМО  | СМО  | СОЧ  | СОЧ  | КАЗ  | КАЗ  | СМО  | СМО  | МОС | МОС  | КАЗ  | КАЗ  | Очки    | Место |
| ---- | ------------- | -------------------------- | ------------------ | ---------------------- | ---------------------- | ---- | --- | ---- | ---- | ---- | ---- | ---- | ---- | ---- | ---- | --- | ---- | ---- | ---- | ------- | ----- |
| 2015 | Туринг-Лайт   | LADA Sport ROSNEFT         | LADA Kalina NFR    | 4                      | Дмитрий Брагин         | 1    | 3   | 2    | 9    | Сход | ДСК  | 1    | 1    | 1    | 2    | 1   | 2    | 6    | 10   | 215     | 1     |
| 2015 | Туринг-Лайт   | LADA Sport ROSNEFT         | LADA Kalina NFR    | 30                     | Михаил Митяев          | 5    | 1   | 6    | 6    | 6    | 6    | 2    | Сход | 10   | 1    | 2   | НС   | 8    | 1    | 177,5   | 3     |
| 2015 | Туринг-Лайт   | LADA Sport ROSNEFT         | LADA Kalina NFR    | Командный результат    | Командный результат    | 1    | 1   | 3    | 3    | 1    | 1    | 5    | 5    | 1    | 1    | 1   | 1    | 2    | 2    | 2442    | 1     |
| 2016 |               |                            |                    |                        |                        | СМО  | СМО | НИЖ  | НИЖ  | ГРО  | ГРО  | СОЧ  | СОЧ  | МОС  | МОС  | СМО | СМО  | КАЗ  | КАЗ  | Очки    | Место |
| 2016 | Туринг-Лайт   | LADA Sport ROSNEFT         | LADA Kalina NFR    | 1                      | Дмитрий Брагин         | 1    | 3   | 5    | 1    | 3    | 3    | 7    | 9    | 2    | 7    | 1   | 5    | 1    | 1    | 1126    | 1     |
| 2016 | Туринг-Лайт   | LADA Sport ROSNEFT         | LADA Kalina NFR    | 3                      | Михаил Митяев          | 6    | 1   | 7    | Сход | 2    | 4    | 1    | 3    | 4    | 4    | 10  | 1    | 4    | 4    | 1090    | 2     |
| 2016 | Туринг-Лайт   | LADA Sport ROSNEFT         | LADA Kalina NFR    | Командный результат    | Командный результат    | 1    | 1   | 3    | 3    | 1    | 1    | 2    | 2    | 2    | 2    | 2   | 2    | 1    | 1    | 2442    | 1     |
| 2017 |               |                            |                    |                        |                        | ГРО  | ГРО | СМО  | СМО  | НИЖ  | НИЖ  | КАЗ  | КАЗ  | СМО  | СМО  | МОС | МОС  | КАЗ  | КАЗ  | Очки    | Место |
| 2017 | Туринг        | LADA Sport ROSNEFT         | LADA Vesta TCR     | 19                     | Владимир Шешенин       | 2    | 7   | Сход | 13   | 2    | 6    | 2    | 1    | 1    | 11   | 2   | 3    | 3    | 7    | 202     | 2     |
| 2017 | Туринг        | LADA Sport ROSNEFT         | LADA Vesta TCR     | 11                     | Кирилл Ладыгин         | 1    | 6   | 15   | Сход | 4    | 4    | 1    | ДСК  | 2    | 5    | 15  | Сход | 1    | 2    | 171     | 5     |
| 2017 | Туринг        | LADA Sport ROSNEFT         | LADA Vesta TCR     | Командный результат    | Командный результат    | 1    | 1   | 5    | 5    | 2    | 2    | 1    | 1    | 1    | 1    | 3   | 3    | 1    | 1    | 372     | 1     |
| 2017 | Суперпродакшн | LADA Sport Rosneft         | LADA Vesta 1.6T    | 30                     | Михаил Митяев          | 13   | 1   | 1    | 2    | 3    | 2    | 3    | 1    | 1    | 4    | ДСК | 3    | Сход | 4    | 221     | 1     |
| 2017 | Суперпродакшн | LADA Sport Rosneft         | LADA Vesta 1.6T    | 50                     | Владислав Незванкин    | 3    | 2   | 8    | 3    | 7    | 3    | 8    | Сход | 5    | 6    | 7   | 1    | 4    | 5    | 172     | 4     |
| 2017 | Суперпродакшн | LADA Sport Rosneft         | LADA Vesta 1.6T    | Командный результат    | Командный результат    | 1    | 1   | 2    | 2    | 2    | 2    | 1    | 1    | 1    | 1    | 2   | 2    | 3    | 3    | 393     | 2     |
| 2017 | Национальный  | LADA Sport ROSNEFT         | LADA Kalina NFR R1 | 20                     | Егор Санин             | 2    | 8   | 16   | 6    | 3    | 6    | 5    | 2    | 7    | 1    | 6   | 4    | 16   | 1    | 177     | 3     |
| 2017 | Национальный  | LADA Sport ROSNEFT         | LADA Kalina NFR R1 | 10                     | Андрей Петухов         | 19   | ДСК | 1    | 3    | 9    | 5    | 2    | 1    | 4    | 3    | 4   | 5    | 6    | Сход | 172     | 4     |
| 2017 | Национальный  | LADA Sport ROSNEFT         | LADA Kalina NFR R1 | 51                     | Всеволод Гаген         |      |     |      |      |      |      |      |      | 6    | 2    | 7   | 19   | Сход | 5    | 50      | 15    |
| 2017 | Национальный  | LADA Sport ROSNEFT         | LADA Kalina NFR R1 | 19                     | Владислав Устюгов      | 10   | 10  | 8    | 5    | Сход | 7    | 9    | 18   |      |      |     |      |      |      | 47      | 16    |
| 2017 | Национальный  | LADA Sport ROSNEFT         | LADA Kalina NFR R1 | Командный результат[1] | Командный результат[1] | 3    | 3   | 2    | 2    | 2    | 2    | 2    | 2    | 1    | 1    | 3   | 3    | 2    | 2    | 274     | 2     |
| 2018 |               |                            |                    |                        |                        | ГРО  | ГРО | СМО  | СМО  | НИЖ  | НИЖ  | КАЗ  | КАЗ  | МОС  | МОС  | СОЧ | СОЧ  | ГРО  | ГРО  | Очки    | Место |
| 2018 | Туринг        | LADA Sport ROSNEFT         | LADA Vesta TCR     | 11                     | Кирилл Ладыгин         | 6    | 7   | 7    | 1    | 3    | 6    | 5    | 1    | 18   | 16   | 6   | 9    | 1    | 4    | 174     | 3     |
| 2018 | Туринг        | LADA Sport ROSNEFT         | LADA Vesta TCR     | 27                     | Михаил Грачёв          | 2    | 10  | 12   | 7    | 11   | 5    | 8    | 10   | 11   | 7    | 9   | 8    | 2    | 3    | 138     | 7     |
| 2018 | Туринг        | LADA Sport ROSNEFT         | LADA Vesta TCR     | 19                     | Владимир Шешенин       | 3    | 4   | 9    | 8    | 2    | 4    | 4    | 8    | Сход | 12   | 5   | 5    | 4    | Сход | 138     | 8     |
| 2018 | Туринг        | LADA Sport ROSNEFT         | LADA Vesta TCR     | Командный результат[1] | Командный результат[1] | 1    | 1   | 2    | 2    | 1    | 1    | 1    | 1    | 6    | 6    | 4   | 4    | 1    | 1    | 303     | 2     |
| 2018 | Суперпродакшн | LADA Sport Rosneft         | LADA Vesta 1.6T    | 30                     | Михаил Митяев          | 2    | 2   | 1    | 2    | 1    | 1    | 2    | 2    | 1    | 1    | 1   | 1    | Сход | 2    | 310     | 1     |
| 2018 | Суперпродакшн | LADA Sport Rosneft         | LADA Vesta 1.6T    | 50                     | Владислав Незванкин    | 1    | 1   | 2    | 1    | 3    | Сход | 1    | 1    | 6    | НС   | 2   | 2    | 1    | 3    | 256     | 2     |
| 2018 | Суперпродакшн | LADA Sport Rosneft         | LADA Granta Cup    | 45                     | Евгений Мейтес[2]      |      |     | 3    | 6    |      |      |      |      |      |      |     |      |      |      | 144 [2] | 5 [2] |
| 2018 | Суперпродакшн | LADA Sport Rosneft         |                    | Командный результат[1] | Командный результат[1] | 1    | 1   | 1    | 1    | 1    | 1    | 1    | 1    | 1    | 1    | 1   | 1    | 1    | 1    | 566     | 1     |
| 2018 | Национальный  | LADA Sport ROSNEFT УГМК[3] | LADA Kalina NFR R1 | 10                     | Андрей Петухов         | 7    | 1   | 8    | 1    | ДСК  | 17   | 7    | 6    | 2    | 5    | 8   | 8    | 1    | 8    | 170     | 3     |
| 2018 | Национальный  | LADA Sport ROSNEFT УГМК[3] | LADA Kalina NFR R1 | 77                     | Ефим Гантмахер         | Сход | 20  | 7    | ДСК  | 19   | 12   |      |      |      |      |     |      |      |      | 13      | 23    |
| 2018 | Национальный  | LADA Sport ROSNEFT УГМК[3] | LADA Kalina NFR R1 | Командный результат    | Командный результат    | 4    | 4   | 1    | 1    | 8    | 8    | 4    | 4    | 4    | 4    | 6   | 6    | 4    | 4    | 183     | 6     |
| 2019 |               |                            |                    |                        |                        | ГРО  | ГРО | НИЖ  | НИЖ  | СМО  | СМО  | КАЗ  | КАЗ  | АДМ  | АДМ  | МОС | МОС  | СОЧ  | СОЧ  | Очки    | Место |
| 2019 | Туринг        | LADA Sport ROSNEFT         | LADA Vesta TCR     | 11                     | Кирилл Ладыгин         | 1    | 4   | 3    | 15   | 9    | 1    | 3    | 17   | 6    | 1    | 5   | 1    | 8    | 8    | 192     | 2     |
| 2019 | Туринг        | LADA Sport ROSNEFT         | LADA Vesta TCR     | 27                     | Михаил Грачёв          | 2    | 3   | Сход | 16   | 20   | 13   | 9    | 1    | 7    | 2    | НС  | НС   |      |      | 102     | 9     |
| 2019 | Туринг        | LADA Sport ROSNEFT         | LADA Vesta TCR     | 30                     | Михаил Митяев[4]       |      |     |      |      |      |      |      |      |      |      | 7   | 2    | 9    | 3    | 99[4]   | 10[4] |
| 2019 | Туринг        | LADA Sport ROSNEFT         | LADA Vesta TCR     | Командный результат[1] | Командный результат[1] | 1    | 1   | 5    | 5    | 4    | 4    | 3    | 3    | 1    | 1    | 2   | 2    | 4    | 4    | 346     | 3     |
| 2019 | Суперпродакшн | LADA Sport Rosneft         | LADA Vesta 1.6T    | 10                     | Андрей Петухов         | 2    | 1   | 2    | 1    | 2    | 3    | 3    | 6    | 1    | 1    | 1   | 3    | 2    | 4    | 281     | 1     |
| 2019 | Суперпродакшн | LADA Sport Rosneft         | LADA Vesta 1.6T    | 50                     | Владислав Незванкин    | 1    | 2   | 7    | 3    | 1    | 2    | 2    | 2    | 5    | Сход | 5   | ДСК  | 6    | 5    | 201     | 3     |
| 2019 | Суперпродакшн | LADA Sport Rosneft         | LADA Vesta 1.6T    | Командный результат    | Командный результат    | 1    | 1   | 1    | 1    | 1    | 1    | 2    | 2    | 1    | 1    | 2   | 2    | 2    | 2    | 481     | 1     |
| 2019 | S1600         | LADA Sport ROSNEFT         | LADA Granta FL R1  | 30                     | Михаил Митяев          | ДСК  | ДСК | 2    | Сход | 2    | 1    | 2    | 1    | 4    | 4    | 7   | 1    | 1    | 3    | 214     | 1     |
| 2019 | S1600         | LADA Sport ROSNEFT         | LADA Granta FL R1  | 19                     | Владимир Шешенин       | ДСК  | ДСК | Сход | 5    | 1    | 2    | 1    | 2    | 8    | 5    | 6   | 2    | Сход | 1    | 181     | 5     |
| 2019 | S1600         | LADA Sport ROSNEFT         | LADA Granta FL R1  | 23                     | Кирилл Ларин[5]        |      |     |      |      |      |      |      |      | 9    | 9    |     |      |      |      | 14      | 19    |
| 2019 | S1600         | LADA Sport ROSNEFT         | LADA Granta FL R1  | 99                     | Вадим Гагарин[5]       |      |     |      |      |      |      |      |      |      |      | 14  | 7    |      |      | 11      | 21    |
| 2019 | S1600         | LADA Sport ROSNEFT         | LADA Granta FL R1  | 10                     | Владимир Мельников[5]  |      |     |      |      |      |      | Сход | 5    |      |      |     |      |      |      | 11      | 22    |
| 2019 | S1600         | LADA Sport ROSNEFT         | LADA Granta FL R1  | 7                      | Михаил Кульдяев[5]     |      |     | 13   | 9    |      |      |      |      |      |      |     |      |      |      | 10      | 23    |
| 2019 | S1600         | LADA Sport ROSNEFT         | LADA Granta FL R1  | 61                     | Максим Кадаков[5]      |      |     |      |      | 13   | Сход |      |      |      |      |     |      |      |      | 3       | 25    |
| 2019 | S1600         | LADA Sport ROSNEFT         | LADA Granta FL R1  | 86                     | Михаил Горбачёв[5]     | НКВ  | НКВ |      |      |      |      |      |      |      |      |     |      |      |      | -       | -     |
| 2019 | S1600         | LADA Sport ROSNEFT         | LADA Granta FL R1  | Командный результат[1] | Командный результат[1] | 4    | 4   | 4    | 4    | 1    | 1    | 1    | 1    | 4    | 4    | 2   | 2    | 1    | 1    | 183     | 1     |
| 2020 |               |                            |                    |                        |                        | СМО  | СМО | ИГО  | ИГО  | КАЗ  | КАЗ  | МОС  | МОС  | СМО  | СМО  | НИЖ | НИЖ  | ГРО  | ГРО  | Очки    | Место |
| 2020 | Туринг        | LADA Sport ROSNEFT         | LADA Vesta TCR     | 11                     | Кирилл Ладыгин         | 2    | 3   | 1    | Сход | 9    | 1    | 1    | 9    | 4    | 2    | 14  | 1    | 7    | 5    | 211     | 1     |
| 2020 | Туринг        | LADA Sport ROSNEFT         | LADA Vesta TCR     | 30                     | Михаил Митяев          | 1    | 2   | 9    | Сход | 5    | 7    | 3    | 7    | 3    | 7    | 3   | 10   | 2    | 7    | 174     | 5     |
| 2020 | Туринг        | LADA Sport ROSNEFT         | LADA Vesta TCR     | Командный результат    | Командный результат    | 1    | 1   | 3    | 3    | 1    | 1    | 2    | 2    | 1    | 1    | 3   | 3    | 2    | 2    | 385     | 1     |
| 2020 | Суперпродакшн | LADA Sport Rosneft         | LADA Vesta 1.6T    | 50                     | Владислав Незванкин    | 1    | 4   | 2    | 2    | 5    | 3    | 6    | 3    | 1    | Сход | 2   | 3    | 1    | 6    | 233     | 1     |
| 2020 | Суперпродакшн | LADA Sport Rosneft         | LADA Vesta 1.6T    | 10                     | Андрей Петухов         | 3    | 7   | 1    | 3    | 4    | 5    | 1    | 4    | 3    | 4    | 8   | 4    | 3    | Сход | 198     | 4     |
| 2020 | Суперпродакшн | LADA Sport Rosneft         | LADA Vesta 1.6T    | Командный результат    | Командный результат    | 1    | 1   | 1    | 1    | 2    | 2    | 1    | 1    | 2    | 2    | 2   | 2    | 1    | 1    | 431     | 1     |
| 2020 | Туринг-Лайт   | LADA Sport ROSNEFT         | LADA Granta FL R1  | 11                     | Владимир Шешенин       | 1    | 1   | 1    | 2    | 1    | 1    | 1    | 3    | 2    | 1    | 2   | 11   | 2    | 1    | 306     | 1     |
| 2020 | Туринг-Лайт   | LADA Sport ROSNEFT         | LADA Granta FL R1  | 53                     | Леонид Панфилов        | 5    | 3   | 2    | 3    | 6    | 3    | 2    | 2    | 7    | 6    | 7   | 3    | 1    | 5    | 212     | 2     |
| 2020 | Туринг-Лайт   | LADA Sport ROSNEFT         | LADA Granta FL R1  | Командный результат    | Командный результат    | 1    | 1   | 1    | 1    | 1    | 1    | 1    | 1    | 1    | 1    | 3   | 3    | 1    | 1    | 518     | 1     |
| 2020 | S1600         | LADA Sport ROSNEFT         | LADA Granta FL     | 99                     | Вадим Гагарин[5]       | 8    | 7   |      |      |      |      |      |      |      |      |     |      |      |      | 19      | 19    |
| 2020 | S1600         | LADA Sport ROSNEFT         | LADA Granta FL     | 1                      | Владимир Мельников[5]  |      |     | 4    | 3    |      |      |      |      |      |      |     |      |      |      | 29      | 18    |
| 2020 | S1600         | LADA Sport ROSNEFT         | LADA Granta FL     | 7                      | Михаил Кульдяев[5]     |      |     |      |      | 12   | 11   |      |      |      |      |     |      |      |      | 9       | 25    |
| 2020 | S1600         | LADA Sport ROSNEFT         | LADA Granta FL     | 23                     | Кирилл Ларин[5]        |      |     |      |      |      |      | 9    | 9    |      |      |     |      |      |      | 14      | 21    |
| 2020 | S1600         | LADA Sport ROSNEFT         | LADA Granta FL     | 11                     | Максим Кадаков[5]      |      |     |      |      |      |      |      |      | 15   | 10   |     |      |      |      | 7       | 23    |
| 2020 | S1600         | LADA Sport ROSNEFT         | LADA Granta FL     | 71                     | Дмитрий Семёнов[5]     |      |     |      |      |      |      |      |      |      |      | 14  | 11   |      |      | 7       | 28    |
| 2020 | S1600         | LADA Sport ROSNEFT         | LADA Granta FL     | 25                     | Дмитрий Ласьков[5]     |      |     |      |      |      |      |      |      |      |      |     |      | Сход | 13   | 3       | 30    |
| Год  | Класс         | Команда                    | Машина             | Номер                  | Гонщик                 | 1    | 2   | 3    | 4    | 5    | 6    | 7    | 8    | 9    | 10   | 11  | 12   | 13   | 14   | Очки    | Место |

1  В командном зачёте очки приносят только двое из заявленных на этап пилотов.
2  Евгений Мейтес выступил в 2018-м за LADA Sport ROSNEFT на 2-м этапе, остальные очки за сезон набраны им в другом коллективе.
3  В 2018-м в классе Национальный выступала совместная команда LADA Sport ROSNEFT УГМК.
4  В 2019-м в классе «Туринг» Михаил Митяев выступил за LADA Sport ROSNEFT на 6-м и 7-м этапах, остальные очки за сезон набраны им в другом коллективе.
5  В сезонах 2019 и 2020 команда LADA Sport ROSNEFT привлекала к заездам журналистов и блогеров для стартов на отдельных этапах, результаты которых не учитываются в командном зачёте.

### Результаты выступлений команды в чемпионате России по ралли
| Год  | Команда            | Машина          | Пилоты             | 1       | 2     | 3     | 4        | 5     | 6        | 7       | Очки  | Место |
| ---- | ------------------ | --------------- | ------------------ | ------- | ----- | ----- | -------- | ----- | -------- | ------- | ----- | ----- |
| 2016 | LADA Sport ROSNEFT | LADA Kalina NFR | Дмитрий Воронов    | КАР     | ПЕН   | БЕЛ 2 | ЭКО 3    | ГУК 1 | АДГ -[9] |         | 47    | 4     |
| 2016 | LADA Sport ROSNEFT | LADA Kalina NFR | Евгений Суховенко  | КАР     | ПЕН   | БЕЛ 2 | ЭКО 3    | ГУК 1 | АДГ -[9] |         | 47    | 4     |
| 2016 | LADA Sport ROSNEFT | LADA Kalina NFR | Василий Кричевский | КАР     | ПЕН   | БЕЛ 2 | ЭКО 3    | ГУК 1 | АДГ -[9] |         | 47    | 4     |
| 2017 | LADA Sport ROSNEFT | LADA Kalina NFR | Евгений Суховенко  | КАР 6   | ПЕН 1 | ПШГ 2 | ГУК -[9] | БЕЛ 1 | ЭКО 2    |         | 70    | 2     |
| 2017 | LADA Sport ROSNEFT | LADA Kalina NFR | Юрий Аршанский     | КАР 6   | ПЕН 1 | ПШГ 2 | ГУК -[9] | БЕЛ 1 | ЭКО 2    |         | 70    | 2     |
| 2017 | LADA Sport ROSNEFT | LADA Kalina NFR | Денис Ростилов     | КАР 6   | ПЕН 1 | ПШГ 2 | ГУК -[9] | БЕЛ 1 | ЭКО 2    |         | 70    | 2     |
| 2017 | LADA Sport ROSNEFT | LADA Kalina NFR | Дмитрий Воронов    | КАР 6   | ПЕН 1 | ПШГ 2 | ГУК -[9] | БЕЛ 1 | ЭКО 2    |         | 70    | 2     |
| 2018 | LADA Sport ROSNEFT | LADA Kalina NFR | Дмитрий Воронов    | КАР (5) | ПЕН 1 | ПШГ 1 | БЕЛ 1    | ЭКО   | ГУК 1    | ПГК (1) | 80[8] | 1     |
| 2018 | LADA Sport ROSNEFT | LADA Kalina NFR | Юрий Аршанский     | КАР (5) | ПЕН 1 | ПШГ 1 | БЕЛ 1    | ЭКО   | ГУК 1    | ПГК (1) | 80[8] | 1     |
| 2018 | LADA Sport ROSNEFT | LADA Kalina NFR | Павел Туфрин       | КАР (5) | ПЕН 1 | ПШГ 1 | БЕЛ 1    | ЭКО   | ГУК 1    | ПГК (1) | 80[8] | 1     |
| 2019 | LADA Sport ROSNEFT | LADA Granta R2  | Юрий Аршанский     | КАР 4   | ПЕН   | ПШГ   | БЕЛ 1    | ЭКО 3 | ГУК      | ПГК     | 42    | 3     |
| 2019 | LADA Sport ROSNEFT | LADA Granta R2  | Анастасия Миронова | КАР 4   | ПЕН   | ПШГ   | БЕЛ 1    | ЭКО 3 | ГУК      | ПГК     | 42    | 3     |
| 2019 | LADA Sport ROSNEFT | LADA Granta R2  | Павел Козлов       | КАР 4   | ПЕН   | ПШГ   | БЕЛ 1    | ЭКО 3 | ГУК      | ПГК     | 42    | 3     |
| 2019 | LADA Sport ROSNEFT | LADA Granta R2  | Павел Туфрин       | КАР 4   | ПЕН   | ПШГ   | БЕЛ 1    | ЭКО 3 | ГУК      | ПГК     | 42    | 3     |

8  В командном зачёте чемпионатов России 2015-2019 годов учитывались 4 лучших результата сезона, они показаны в таблице без скобок.
9  Все экипажи в классе сошли.

### Результаты выступлений команды в кубке России по ралли
|       |                    |                 |                    | Номер этапа | Номер этапа | Номер этапа | Номер этапа | Номер этапа | Номер этапа | Номер этапа | Номер этапа | Номер этапа | Номер этапа | Номер этапа | Номер этапа | Номер этапа | Номер этапа | Номер этапа | Номер этапа | Номер этапа | Номер этапа | Номер этапа | Номер этапа | Номер этапа | Номер этапа | Номер этапа | Номер этапа | Номер этапа | Номер этапа | Номер этапа |       |       |
| Год   | Команда            | Машина          | Пилоты             | 1           | 2           | 3           | 4           | 5           | 6           | 7           | 8           | 9           | 10          | 11          | 12          | 13          | 14          | 15          | 16          | 17          | 18          | 19          | 20          | 21          | 22          | 23          | 24          | 25          | 26          | 27          | Очки  | Место |
| ----- | ------------------ | --------------- | ------------------ | ----------- | ----------- | ----------- | ----------- | ----------- | ----------- | ----------- | ----------- | ----------- | ----------- | ----------- | ----------- | ----------- | ----------- | ----------- | ----------- | ----------- | ----------- | ----------- | ----------- | ----------- | ----------- | ----------- | ----------- | ----------- | ----------- | ----------- | ----- | ----- |
| 2015  | LADA Sport ROSNEFT | LADA Kalina NFR | Владимир Шешенин   |             |             |             |             |             |             |             |             | 1           |             |             |             |             |             | 1           | (2)         | 1           |             | 1           |             | (1)         |             |             | (1)         |             |             | 2           | 95[8] | 2     |
| 2015  | LADA Sport ROSNEFT | LADA Kalina NFR | Дмитрий Воронов    |             |             |             |             |             |             |             |             | 1           |             |             |             |             |             | 1           | (2)         | 1           |             | 1           |             | (1)         |             |             | (1)         |             |             | 2           | 95[8] | 2     |
| 2015  | LADA Sport ROSNEFT | LADA Kalina NFR | Александр Осипов   |             |             |             |             |             |             |             |             | 1           |             |             |             |             |             | 1           | (2)         | 1           |             | 1           |             | (1)         |             |             | (1)         |             |             | 2           | 95[8] | 2     |
| 2015  | LADA Sport ROSNEFT | LADA Kalina NFR | Евгений Суховенко  |             |             |             |             |             |             |             |             | 1           |             |             |             |             |             | 1           | (2)         | 1           |             | 1           |             | (1)         |             |             | (1)         |             |             | 2           | 95[8] | 2     |
| 2015  | LADA Sport ROSNEFT | LADA Kalina NFR | Инесса Тушканова   |             |             |             |             |             |             |             |             | 1           |             |             |             |             |             | 1           | (2)         | 1           |             | 1           |             | (1)         |             |             | (1)         |             |             | 2           | 95[8] | 2     |
| 2016  | LADA Sport ROSNEFT | LADA Kalina NFR | Дмитрий Воронов    |             |             |             |             |             |             |             | 2           |             |             |             |             |             |             | 1           | 1           |             | 2           |             |             |             |             |             |             |             |             |             | 70    | 5     |
| 2016  | LADA Sport ROSNEFT | LADA Kalina NFR | Евгений Суховенко  |             |             |             |             |             |             |             | 2           |             |             |             |             |             |             | 1           | 1           |             | 2           |             |             |             |             |             |             |             |             |             | 70    | 5     |
| 2016  | LADA Sport ROSNEFT | LADA Kalina NFR | Инесса Тушканова   |             |             |             |             |             |             |             | 2           |             |             |             |             |             |             | 1           | 1           |             | 2           |             |             |             |             |             |             |             |             |             | 70    | 5     |
| 2017  | LADA Sport ROSNEFT | LADA Kalina NFR | Евгений Суховенко  |             |             |             |             |             |             | 1           |             |             |             |             |             |             | 2           |             | 2           |             |             |             |             |             |             |             |             |             |             |             | 50    | 6     |
| 2017  | LADA Sport ROSNEFT | LADA Kalina NFR | Юрий Аршанский     |             |             |             |             |             |             | 1           |             |             |             |             |             |             | 2           |             | 2           |             |             |             |             |             |             |             |             |             |             |             | 50    | 6     |
| 2017  | LADA Sport ROSNEFT | LADA Kalina NFR | Денис Ростилов     |             |             |             |             |             |             | 1           |             |             |             |             |             |             | 2           |             | 2           |             |             |             |             |             |             |             |             |             |             |             | 50    | 6     |
| 2017  | LADA Sport ROSNEFT | LADA Kalina NFR | Павел Туфрин       |             |             |             |             |             |             | 1           |             |             |             |             |             |             | 2           |             | 2           |             |             |             |             |             |             |             |             |             |             |             | 50    | 6     |
| 2018  | LADA Sport ROSNEFT | LADA Kalina NFR | Дмитрий Воронов    |             |             |             |             | 2           | 2           |             |             | (2)         |             |             | 1           | (2)         |             | 1           |             | 1           |             |             |             |             |             |             |             |             |             |             | 90[8] | 1     |
| 2018  | LADA Sport ROSNEFT | LADA Kalina NFR | Юрий Аршанский     |             |             |             |             | 2           | 2           |             |             | (2)         |             |             | 1           | (2)         |             | 1           |             | 1           |             |             |             |             |             |             |             |             |             |             | 90[8] | 1     |
| 2018  | LADA Sport ROSNEFT | LADA Kalina NFR | Анастасия Миронова |             |             |             |             | 2           | 2           |             |             | (2)         |             |             | 1           | (2)         |             | 1           |             | 1           |             |             |             |             |             |             |             |             |             |             | 90[8] | 1     |
| 2018  | LADA Sport ROSNEFT | LADA Kalina NFR | Павел Туфрин       |             |             |             |             | 2           | 2           |             |             | (2)         |             |             | 1           | (2)         |             | 1           |             | 1           |             |             |             |             |             |             |             |             |             |             | 90[8] | 1     |
| 2019  | LADA Sport ROSNEFT | LADA Granta R2  | Павел Козлов       |             |             |             |             |             | 2           |             |             | 4           |             |             | 3           |             |             | -[9]        |             |             |             |             |             |             |             |             |             |             |             |             | 37    | 4     |
| 2019  | LADA Sport ROSNEFT | LADA Granta R2  | Дмитрий Горчаков   |             |             |             |             |             | 2           |             |             | 4           |             |             | 3           |             |             | -[9]        |             |             |             |             |             |             |             |             |             |             |             |             | 37    | 4     |
| 2019  | LADA Sport ROSNEFT | LADA Granta R2  | Вадим Мещеряков    |             |             |             |             |             | 2           |             |             | 4           |             |             | 3           |             |             | -[9]        |             |             |             |             |             |             |             |             |             |             |             |             | 37    | 4     |
| 2019  | LADA Sport ROSNEFT | LADA Granta R2  | Павел Туфрин       |             |             |             |             |             | 2           |             |             | 4           |             |             | 3           |             |             | -[9]        |             |             |             |             |             |             |             |             |             |             |             |             | 37    | 4     |
| 2020* | LADA Sport ROSNEFT | LADA Granta R2  | Дмитрий Воронов    |             |             |             |             |             | 1           |             |             |             |             |             |             |             |             |             |             |             |             |             |             |             |             |             |             |             |             |             | 20    | 3     |
| 2020* | LADA Sport ROSNEFT | LADA Granta R2  | Вячеслав Никонов   |             |             |             |             |             | 1           |             |             |             |             |             |             |             |             |             |             |             |             |             |             |             |             |             |             |             |             |             | 20    | 3     |
| 2020* | LADA Sport ROSNEFT | LADA Granta R2  | Павел Козлов       |             |             |             |             |             | 1           |             |             |             |             |             |             |             |             |             |             |             |             |             |             |             |             |             |             |             |             |             | 20    | 3     |

* Сезон в процессе.
8  В командном зачёте кубков России 2015-2019 годов учитывались 4 лучших результата сезона (они показаны в таблице без скобок) + результат финального этапа.
9  Все экипажи в классе сошли.